# Rendición de Japón

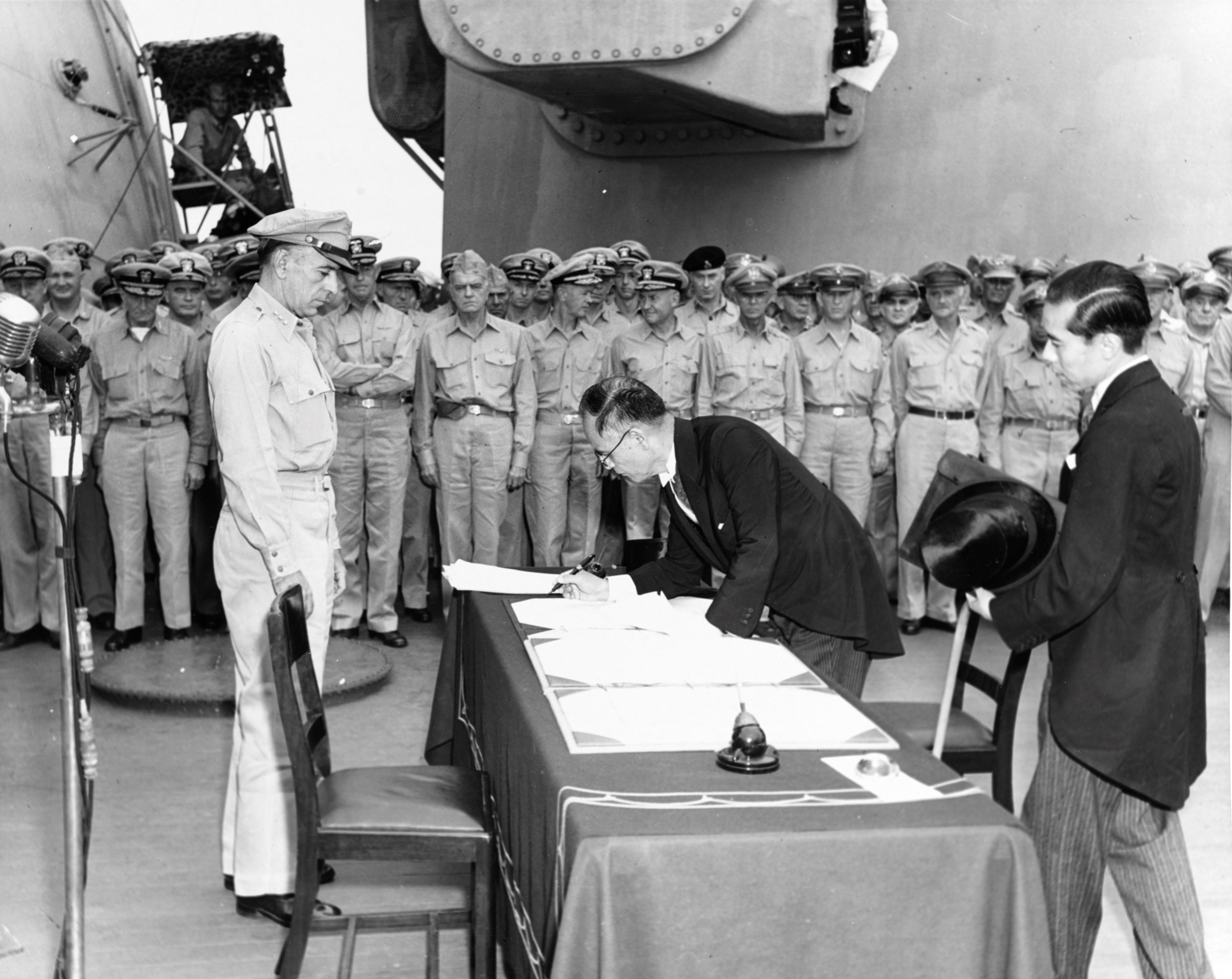
El ministro de exteriores japonés Mamoru Shigemitsu firma el Acta de Rendición de Japón a bordo del USS Missouri, mientras el general Richard K. Sutherland observa, 2 de septiembre de 1945.

La rendición del Imperio Japonés durante la Segunda Guerra Mundial fue proclamada por el emperador Hirohito el 15 de agosto y ratificada el 2 de septiembre de 1945, concluyendo las hostilidades bélicas. A finales de julio de 1945, la Marina Imperial Japonesa (IJN) ya no podía realizar operaciones significativas y un asalto aliado a Japón era inminente. Junto con el Reino Unido y China, Estados Unidos exigió la rendición incondicional del ejército japonés en la Declaración de Potsdam el 26 de julio de 1945, el otro camino era la "aniquilación inmediata y absoluta". Aunque manifestaban públicamente su decisión de resistir hasta el último momento, los mandatarios japoneses (el Consejo Supremo para la Dirección de la Guerra, también denominado los "Seis Grandes") buscaban en secreto la mediación de la hasta entonces neutral Unión Soviética para alcanzar la paz con términos más propicios para Japón. Sin embargo, al tiempo que sostenían un diálogo diplomático con los japoneses para dar la impresión de posible mediación, los soviéticos planeaban en secreto atacar a las tropas japonesas en Manchuria, Corea, Sajalín del Sur y las Islas Kuriles, cumpliendo con compromisos previamente adquiridos con Estados Unidos y el Reino Unido en las Conferencias de Teherán y Yalta. 
Este texto es uno de los más importantes en la historia universal ya que marca el final definitivo de la Segunda Guerra Mundial a nivel global y el inicio del establecimiento de orden internacional actual. 
El 6 de agosto de 1945, a las 8:15 AM hora local, Estados Unidos realizó el primer ataque nuclear de la historia bombardeando con la llamada Little Boy a la ciudad japonesa de Hiroshima. Dieciséis horas más tarde, el presidente estadounidense Harry S. Truman reiteró su solicitud de rendición incondicional de Japón, advirtiendo de un inminente "diluvio de destrucción desde los cielos, inédito en este mundo". En la noche del 8 de agosto de 1945, alineándose con los acuerdos de Yalta pero contraviniendo el Pacto de Neutralidad Soviético-Japonés, la Unión Soviética le declaró guerra a Japón. Poco después, la madrugada del 9 de agosto, inició su invasión al vasallo japonés, Manchukuo. En horas posteriores, Estados Unidos lanzó una segunda bomba atómica, esta vez sobre Nagasaki. Tras estos hechos, el emperador Hirohito instó al Consejo Supremo para la Dirección de la Guerra a aceptar los términos establecidos por los Aliados en la Declaración de Potsdam. Luego de días adicionales de conversaciones y tras un intento de golpe de Estado, Hirohito pronunció un mensaje radial el 15 de agosto, notificando la rendición de Japón.

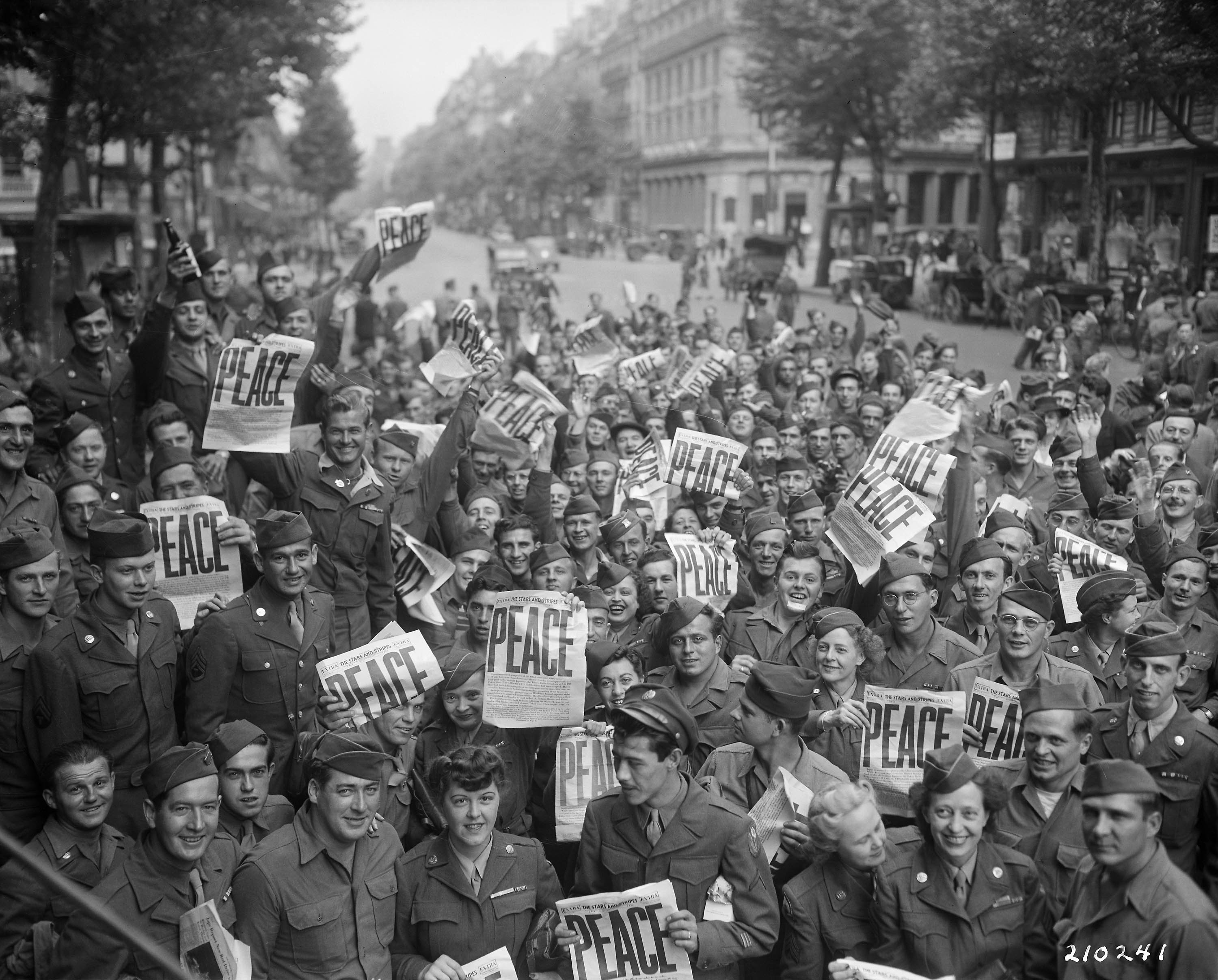
Personal aliado celebra la rendición de Japón en París.

El 28 de agosto se inició la ocupación aliada de Japón bajo la supervisión del comandante supremo de las Potencias Aliadas. La ceremonia de rendición tuvo lugar el 2 de septiembre, a bordo del acorazado USS Missouri, donde se firmó el Instrumento de Rendición, marcando el cese definitivo de las hostilidades. Civiles y militares aliados conmemoraron el Día V-J, el fin de la contienda; no obstante, unidades y personal disperso del ejército japonés persistieron en resistir, algunos hasta la década de 1970. La influencia de los ataques atómicos en la rendición de Japón, y la ética de estas acciones, sigue siendo objeto de discusión. La situación de conflicto culminó oficialmente con la entrada en vigor del Tratado de San Francisco el 28 de abril de 1952. Cuatro años más tarde, Japón y la Unión Soviética suscribieron la Declaración Conjunta Soviético-Japonesa de 1956, poniendo término formal a su estado beligerante.

## Resumen
Tras la  derrota de  la Alemania el 9 de mayo de 1945 por los aliados y la Unión Soviética y la rendición del Imperio de Japón el 2 de septiembre de 1945 (tras la firma de la Declaración de Potsdam el 2 de agosto), la Segunda Guerra Mundial terminó. Era el final del período de la Guerra Mundial y el comienzo de la Guerra Fría en la historia del mundo. 
El Imperio de Japón, que se estableció el 3 de enero de 1868 por la Restauración Meiji (Orden de la Restauración) se desplomó 77 años después del establecimiento. El estado que fue gobernado por Tenno "el Imperio de Japón" se disolvió, y el estado que se bajó la Constitución del Estado de Japón y la alianza EE. UU.-Japón "el Estado de Japón" fue establecido. La rendición en la Segunda Guerra Mundial fue uno de los principales puntos de inflexión en la historia de Japón, tales como el establecimiento de la Dinastía Tokugawa en 1603 y la Restauración Meiji en 1868. 
Desde el punto de vista de la historia del mundo, la rendición de Japón en 1945 fue el acontecimiento que provocó el paso al sistema presidencial en el mundo. Fue el colapso final de las potencias del Eje que se caracteriza por la autocracia por una persona o un monarca, y la victoria del sistema presidencial (democracia) o un sistema de partido único (oligarquía). El movimiento republicano se produjo en tres ocasiones, la primera fue la Revolución de Xinhai en 1911, la segunda fue la rendición de Japón en 1945, la tercera fueron las Revoluciones de Europa del Este en 1989 que derrocó al régimen de partido único. Es digno de notar que la mayoría de los estados que se establecieron después de 1945 adoptaron el sistema presidencial.

## Derrota  inminente

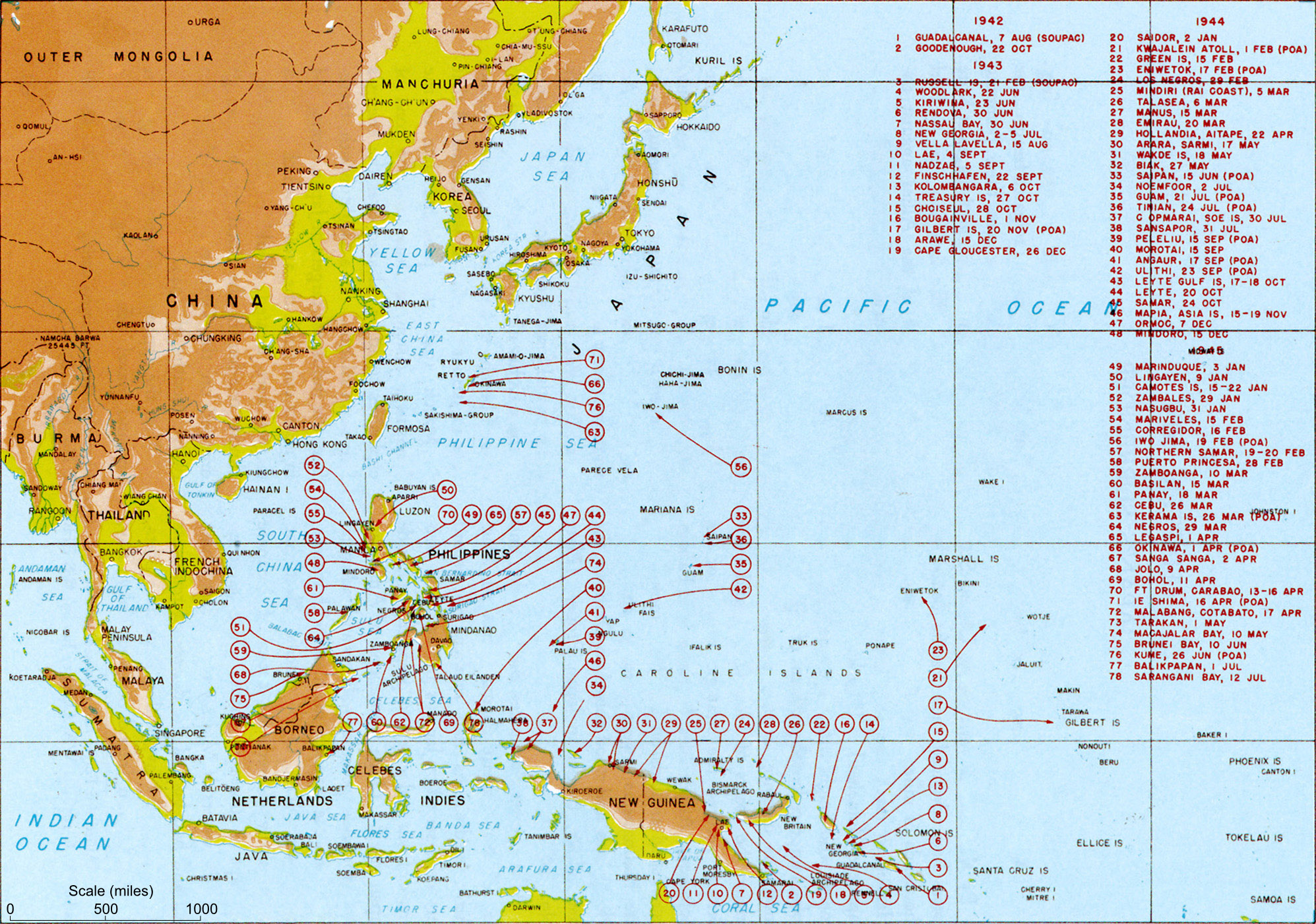
Desembarcos aliados durante las operaciones del Teatro del Pacífico, agosto de 1942 a agosto de 1945.

Para 1945 los japoneses habían sufrido una cadena de derrotas consecutivas durante casi dos años, en el suroeste del Pacífico, la campaña de las Marianas, y la campaña de las Filipinas. En julio de 1944, tras la pérdida de Saipán, el general Hideki Tōjō fue sustituido como primer ministro por el general Kuniaki Koiso, que declaró que las Filipinas serían el escenario de la batalla decisiva. Cuando los japoneses perdieron las Filipinas, Koiso fue sustituido por el almirante Kantarō Suzuki. Durante la primera mitad de 1945, los Aliados capturaron las islas cercanas de Iwo Jima y Okinawa. De hecho, Okinawa se convertiría en un punto de concentración y aprovisionamiento para la invasión de Japón.
La campaña submarina de los Aliados y la colocación de minas en las aguas costeras japonesas habían prácticamente destruido la flota mercante japonesa. Japón, que tiene pocos recursos naturales, dependía de las materias primas importadas de Asia continental y del territorio conquistado en las Indias Orientales Neerlandesas, especialmente del petróleo. La destrucción de la flota mercante japonesa, combinada con el bombardeo estratégico de la industria japonesa, habían hundido la economía de guerra de Japón. La producción de carbón, hierro, acero, caucho y otros suministros vitales solo eran una fracción de los niveles anteriores a la guerra.

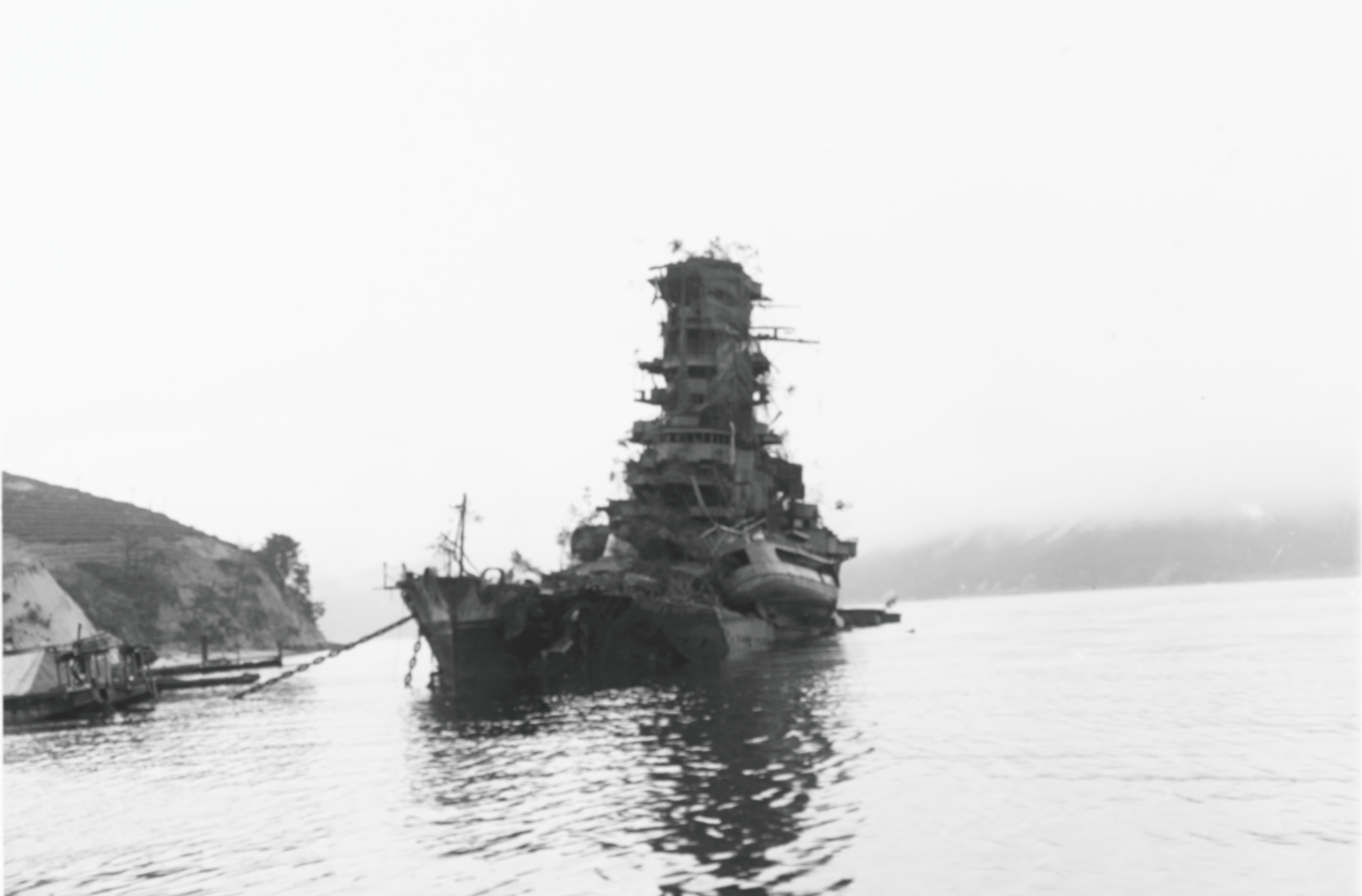
El crucero de batalla reconstruido Haruna fue hundido en su amarre de la base naval de Kure el 24 de julio, durante una serie de bombardeos.

Como resultado de las pérdidas sufridas, en la práctica la Armada Imperial Japonesa había dejado de ser una fuerza combativa. Tras una serie de ataques al astillero japonés de Kure, los únicos navíos de guerra disponibles para el combate eran seis portaaviones, cuatro cruceros y un acorazado, ninguno de los cuales podía repostar combustible de forma adecuada. Aunque todavía estaban operativos 19 destructores y 38 submarinos, su uso estaba limitado por la falta de combustible.

Enfrentados a la perspectiva de una invasión de las islas nacionales japonesas, empezando por Kyūshū, el diario de guerra del Cuartel General Imperial concluyó:
Ya no podemos dirigir la guerra con alguna esperanza de éxito. El único plan que queda es que los cien millones de japoneses sacrifiquen sus vidas cargando contra el enemigo para hacerles perder la voluntad de combatir.
En un intento final de detener los avances aliados, el Alto Mando Imperial japonés planeó una defensa completa de Kyūshū con nombre en clave Operación Ketsu-Go. Este plan sería una desviación radical de los planes de "defensa en profundidad" utilizados en las invasiones de Peleliu, Iwo Jima y Okinawa. En cambio, todo se jugaría en las cabezas de playa; se enviarían más de 3.000 kamikazes para atacar los transportes anfibios antes de que pudieran desembarcar las tropas y el cargamento en la playa. Si esto no ahuyentaba a los Aliados, planeaban enviar a la playa otros 3.500 kamikazes junto con 5.000 lanchas suicidas Shin'yō y los destructores y submarinos restantes —"lo último de la flota operativa de la Armada". Si los Aliados conseguían superar esto y desembarcaban en Kyūshū, solo quedarían 3.000 aviones para defender las islas restantes, aunque Kyūshū sería "defendida hasta el final" a pesar de todo. Se excavaron una serie de cuevas cerca de Nagano. En caso de invasión por parte del ejército estas cuevas, llamadas Cuartel General Imperial subterráneo de Matsushiro, se utilizarían para dirigir la guerra y alojar al emperador y su familia.

## Consejo Supremo de Guerra

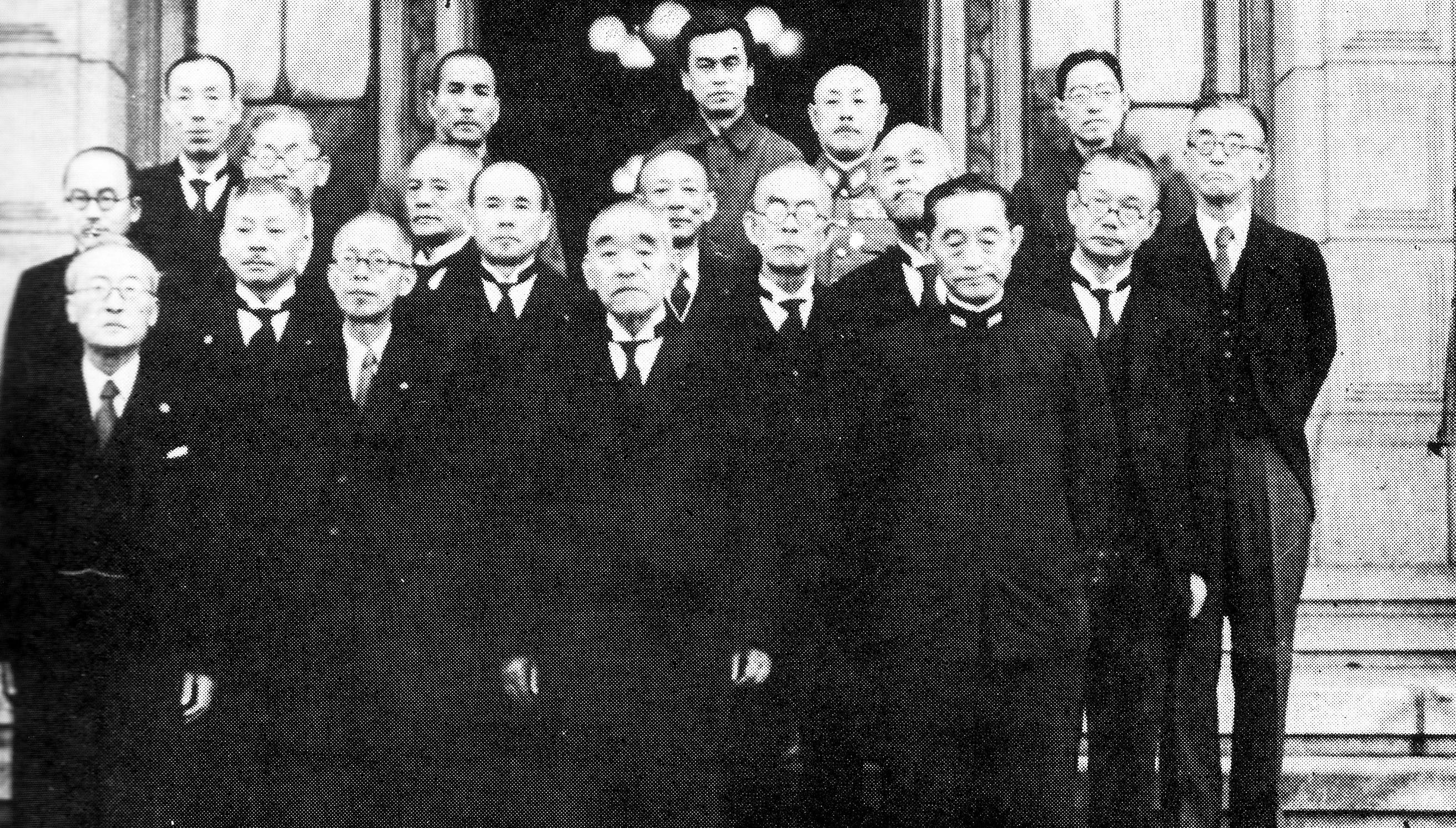
El gabinete de Suzuki en junio de 1945.

Para 1945 la política japonesa estaba concentrada en el Consejo Supremo de Guerra, los famosos "Seis Grandes": el primer ministro, el ministro de Asuntos Exteriores, el ministro del Ejército, el ministro de la Armada, el jefe del Estado Mayor General del Ejército y el jefe del Estado Mayor General de la Armada. Tras la formación del gobierno de Suzuki en abril de 1945, los miembros del consejo eran:
- Primer ministro: almirante Kantarō Suzuki
- Ministro de Asuntos Exteriores: Shigenori Tōgō
- Ministro del Ejército: general Korechika Anami
- Ministro de la Armada: almirante Mitsumasa Yonai
- Jefe del Estado Mayor General del Ejército: general Yoshijirō Umezu
- Jefe del Estado Mayor General de la Armada: almirante Koshirō Oikawa (más tarde sustituido por el almirante Soemu Toyoda)

Legalmente, el Ejército y la Armada tenían derecho a nominar (o negarse a nominar) a sus respectivos ministros. De este modo, podían impedir la formación de gobiernos no deseados, o por dimisión provocar el colapso de un gobierno existente. El emperador Hirohito y el señor guardián del Sello Privado de Japón, Kōichi Kido, también estaban presentes en algunas de las reuniones del Consejo Supremo de Guerra de acuerdo a las órdenes del emperador.

## Divisiones dentro del gobierno japonés
En su mayor parte, el gabinete de Suzuki estaba a favor de continuar con la guerra. Para los japoneses, la rendición era prácticamente inconcebible: Japón nunca había sido invadida o había perdido una guerra en sus 2000 años de historia. Del resto, solo se sabía que Mitsumasa Yonai, el entonces ministro de la Armada, quería poner fin a la guerra prematuramente. De acuerdo con el historiador Richard B. Frank:

Aunque puede que Suzuki sí viera la paz como un objetivo distante, no tenía intenciones de alcanzarlo en un periodo de tiempo inmediato o en términos aceptables para los Aliados. Sus comentarios en la conferencia de altos estadistas no dieron muestras de que deseara un cese temprano de la guerra ... la gente que escogió Suzuki para los puestos más importantes del gabinete tampoco eran, con una excepción, partidarios de la paz.

Tras la guerra, Suzuki y otros miembros de su gobierno y sus apologistas afirmaron que estaban trabajando secretamente para conseguir la paz pero no podían anunciarlo públicamente. Citan el concepto japonés de haragei —"el arte de la técnica oculta e invisible"— para justificar la disonancia entre sus actuaciones públicas y su supuesto trabajo tras las bambalinas. Sin embargo, muchos historiadores rechazan esta interpretación. Robert J. C. Butow escribió:

Por su gran ambigüedad, la excusa del haragei invita a sospechar que, en cuestiones de política y diplomacia, puede que una dependencia consciente de este "arte del farol" haya constituido un engaño deliberado predicado sobre el deseo de jugar a dos bandas. Aunque esta opinión no concuerda con el carácter tan elogiado del almirante Suzuki, el hecho es que desde el momento en que se convirtió en primer ministro hasta el día en que dimitió nadie estuvo muy seguro de qué era lo que iba a hacer o decir Suzuki a continuación.

Los líderes japoneses siempre habían imaginado una salida negociada de la guerra. Sus planes anteriores a la guerra anticipaban una rápida expansión, consolidación, posible conflicto con Estados Unidos y luego un acuerdo en el que ellos podrían conservar al menos parte del nuevo territorio que habían conquistado. Llegado 1945, los líderes japoneses estaban de acuerdo en que la guerra iba mal, pero discrepaban sobre la mejor manera de negociar un final para la misma. Había dos bandos: el llamado bando de la "paz", que prefería una iniciativa diplomática para persuadir a Iósif Stalin, líder de la Unión Soviética, para que mediara entre Estados Unidos y sus aliados y Japón; y los partidarios de la línea dura, que preferían luchar hasta una batalla final "decisiva" en la que infligiría tantas bajas en los Aliados, que estos estarían dispuestos a ofrecer términos más indulgentes. Ambas visiones se basaban en la experiencia de Japón en la Guerra Ruso-Japonesa, 40 años antes, que consistió en una serie de batallas costosas pero poco decisivas, seguidas de la decisiva batalla naval de Tsushima.

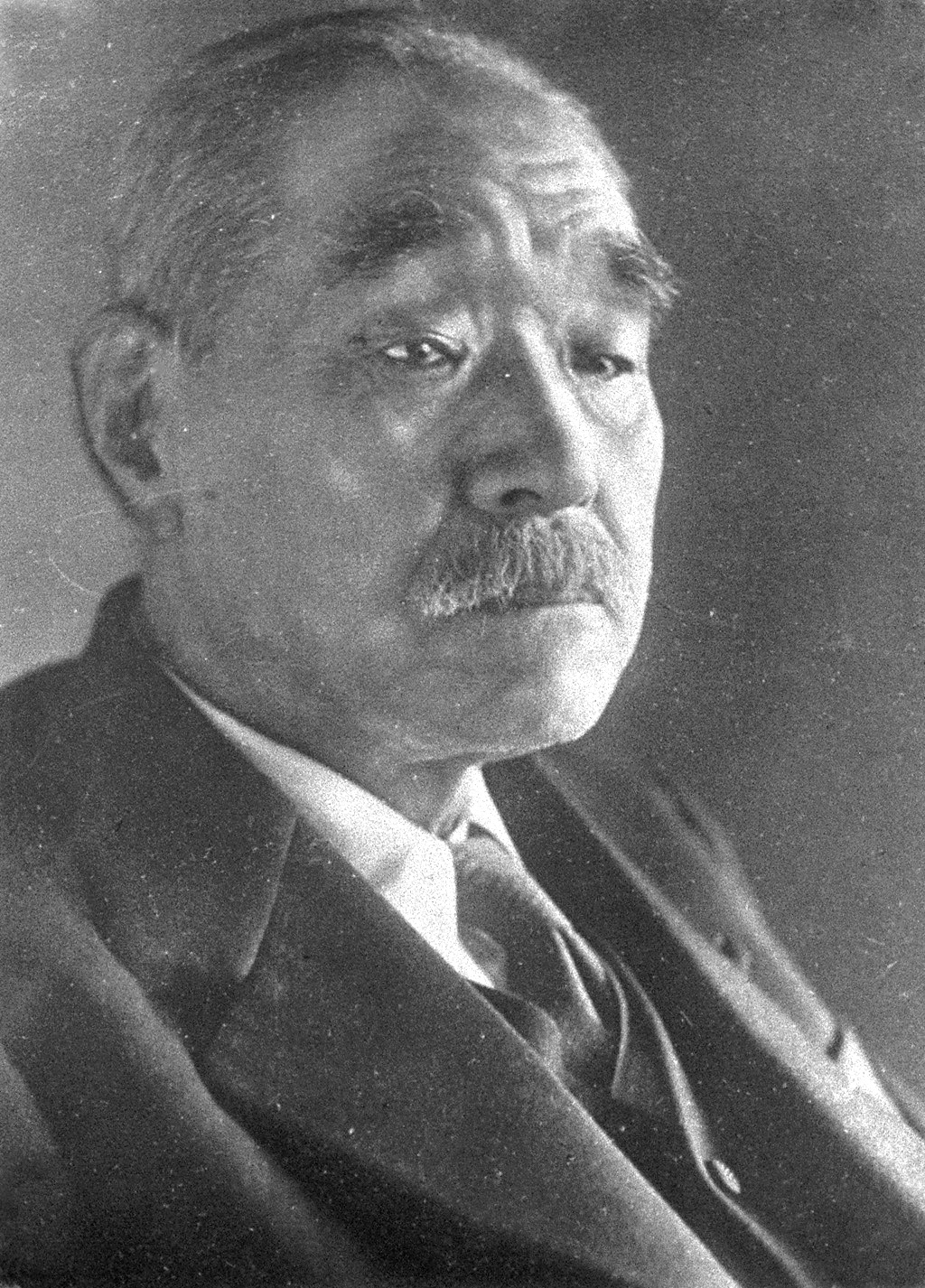
Como primer ministro, el almirante Kantarō Suzuki lideró el gobierno japonés en los meses finales de la guerra.

Rondando el final de enero de 1945, algunos representantes oficiales japoneses cercanos al emperador perseguían unos términos de rendición que protegieran la posición del emperador. Estas propuestas, enviadas a través de canales británicos y también estadounidenses, quedaron recogidas en un dossier de 40 páginas que confeccionó el general Douglas MacArthur, presentándoselo al presidente Franklin D. Roosevelt el 2 de febrero, dos días antes de la Conferencia de Yalta. Según se informó, Roosevelt rechazó inmediatamente el dossier: todas las propuestas incluían la condición de que la posición del emperador fuera asegurada, aunque quizás como títere. Sin embargo, a esas alturas la política aliada era aceptar solo una rendición incondicional. Además, varios miembros poderosos del gobierno japonés se oponían con firmeza a estas propuestas y, por tanto, no se podía decir que estas representaran una verdadera voluntad de rendición por parte de Japón.
En febrero de 1945, el príncipe Fumimaro Konoe le dio al emperador Hiroito un memorándum analizando la situación, y le dijo a Hirohito que, si la guerra continuaba, la casa Imperial podría estar en mayor peligro por una revolución interna que por una derrota en la guerra. Según el diario del Gran Chambelán Hisanori Fujita, el emperador, intentando llegar a una batalla decisiva (tennōzan), respondió que era prematuro buscar la paz, "a menos que hagamos una conquista militar más". También en febrero, la División de Tratados de Japón escribió sobre las políticas aliadas hacia Japón respecto a "la rendición incondicional, la ocupación, el desarme, la eliminación del militarismo, las reformas democráticas, el castigo a los criminales de guerra y el estatus del emperador". Un desarme impuesto por los aliados, el castigo a los criminales de guerra por parte de los Aliados y, sobre todo, la ocupación de Japón y la deposición del emperador eran términos inaceptables para los líderes japoneses.
El 5 de abril, la Unión Soviética anunció que no renovaría el Pacto de Neutralidad Soviético–Japonés que se había firmado en 1941 tras el Incidente de Nomonhan. En la Conferencia de Yalta de febrero de 1945, los Aliados occidentales hicieron varias concesiones importantes a los soviéticos para obtener la promesa de que le declararían la guerra a Japón no más de tres meses después de que Alemania se rindiera. Aunque, legalmente, el Pacto de Neutralidad seguiría vigente oficialmente hasta un año después de la denuncia soviética (esto es, hasta abril de 1946), el tono que adquirió la cancelación daba a entender una intención de ir a la guerra.

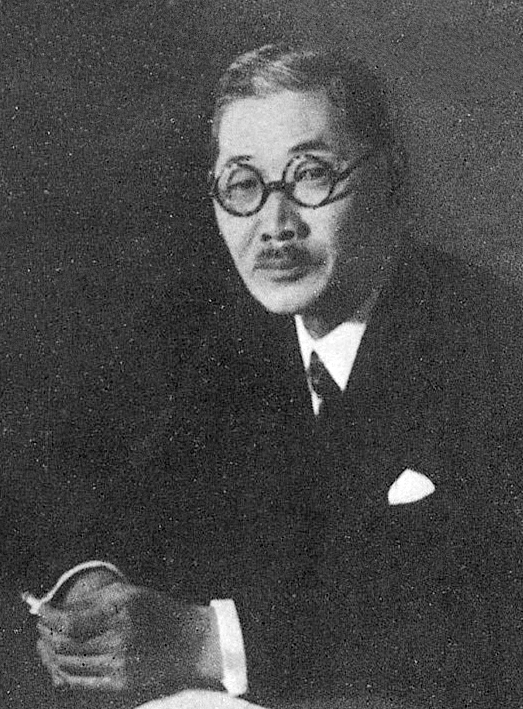
Ministro de Exteriores Shigenori Tōgō.

En una serie de reuniones de alto nivel en mayo de 1945, por primera vez los Seis Grandes discutieron seriamente sobre terminar con la guerra. Sin embargo, ninguno de ellos lo hizo en términos que fueran aceptables para los Aliados. Ya que cualquiera que apoyara abiertamente la rendición se arriesgaba a ser asesinado por los oficiales más celosos del ejército, las reuniones estaban limitadas a los Seis Grandes, el emperador, y el guardián del Sello Privado; no se le permitió asistir a ningún oficial de segundo o tercer nivel. En estas reuniones, solo el ministro de Exteriores Tōgō se dio cuenta de la posibilidad de que los Aliados ya le hubieran hecho concesiones a los soviéticos para llevarlos a la guerra contra Japón. Como resultado de estas reuniones, se le dio autorización a Tōgō para que propusiera a la Unión Soviética mantener su neutralidad o, de manera más fantástica, formar una alianza.
Tras las reuniones de mayo y para cumplir con la costumbre de que el nuevo gobierno declarara sus objetivos, el personal del ejército publicó un documento, "La política fundamental a ser seguida en lo sucesivo en la conducción de la guerra", en el que se declaraba que el pueblo japonés lucharía hasta su extinción antes que rendirse. Esta política fue adoptada por los Seis Grandes el 6 de junio (Tōgō se oponía a ella, mientras que los otros Seis Grandes la apoyaban). Ciertos documentos que presentó Suzuki en estas mismas reuniones sugerían que, en las propuestas diplomáticas hacia la URSS, Japón adoptó la siguiente postura:
Debe hacérsele saber claramente a Rusia que le debe su victoria sobre Alemania a Japón, ya que nos mantuvimos neutrales, y que sería ventajoso para los soviéticos ayudar a Japón a mantener su posición internacional, ya que en el futuro tendrán a Estados Unidos como enemigo.
El 9 de junio, el confidente del emperador, el marqués Kōichi Kido, escribió un "Plan en borrador para controlar la situación de crisis", advirtiendo de que a finales de año, la capacidad de Japón para hacer la guerra quedaría extinta y el gobierno sería incapaz de contener el desorden civil"... No podemos estar seguros de que no compartiremos el destino de Alemania y quedar reducidos a unas circunstancias adversas bajo las cuales no podremos lograr nuestro objetivo supremo de salvaguardar a la Familia Imperial y preservar la estructura política nacional". Kido propuso que el propio emperador entrara en acción ofreciendo un final para la guerra en "términos muy generosos". Kido propuso que Japón renunciara a las colonias europeas ocupadas, a condición de que se les concediera la independencia, que la nación se desarmara y, por un tiempo, "se contentara con una defensa mínima". Con autorización del emperador, Kido se dirigió a varios miembros del Consejo Supremo. Tōgō ofreció todo su apoyo. Tanto Suzuki como el almirante Mitsumasa Yonai, ministro de la Armada, manifestaron un apoyo cauteloso; ambos se preguntaban qué pensaba el otro. El general Korechika Anami, ministro del Ejército, fue ambivalente, e insistió en que la diplomacia debía esperar hasta "después de que Estados Unidos haya perdido cuantiosas pérdidas" en la Operación Ketsu-Go.
En junio, el emperador perdió la esperanza de conseguir una victoria militar. Perdieron en la Batalla de Okinawa y se enteró de la debilidad del ejército japonés en China, así como de la armada y del ejército que defendía a las islas nacionales. Recibió además un informe del príncipe Higashikuni, y tras su lectura concluyó que "ya no era sólo la defensa de la costa; las divisiones reservadas para participar en la batalla decisiva tampoco tenían armamento suficiente". Según el emperador:
Me dijeron que se estaba utilizando el hierro procedente de los fragmentos de bomba que lanzaba el enemigo para fabricar palas. Esto ratificó mi opinión de que ya no estábamos en posición de continuar la guerra.
El 22 de junio, el emperador convocó una reunión con los Seis Grandes. De forma extraordinaria, él habló primero: "Deseo que se estudien con rapidez planes concretos para terminar con la guerra, sin estorbos por parte de la política existente, y que se hagan esfuerzos para implementarlos". Se acordó solicitar ayuda a los soviéticos para terminar con la guerra. Se sabía que otros países neutrales como Suiza y Suecia, así como la Santa Sede, estaban dispuestos a desempeñar un papel en la firma de la paz, pero eran tan pequeños que no podrían haber hecho más que entregar los términos de rendición de los Aliados y la aceptación o rechazo de Japón. Los japoneses tenían la esperanza de persuadir a la Unión Soviética para que actuara como un agente en nombre de Japón durante las negociaciones con los Aliados.

## Intentos de acuerdo con la Unión Soviética

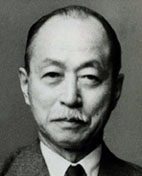
Naotake Satō.

El 30 de junio, Tōgō le dijo a Naotake Satō, el embajador de Japón en Moscú, que intentara establecer "relaciones de amistad firmes y duraderas". Satō debía discutir el estatus de Manchuria y "cualquier asunto que los rusos quisieran plantear". Finalmente, Satō se reunió con el ministro de Asuntos Exteriores soviético, Viacheslav Mólotov, el 11 de julio, pero sin ningún resultado. El 12 de julio, Tōgō le ordenó a Satō que le dijera a los soviéticos:
Su Majestad el emperador, consciente del hecho de que la guerra actual conlleva cada vez más maldad y sacrificio a los pueblos de todas las potencias beligerantes, desea desde su corazón que termine rápidamente. Pero mientras Inglaterra y Estados Unidos insistan en una rendición incondicional, el Imperio Japonés no tiene otra alternativa que luchar con toda su fuerza por el honor y existencia de la Madre Patria.
El emperador propuso enviar al príncipe Konoe como Enviado Especial, aunque no podría llegar a Moscú antes de la Conferencia de Potsdam.
Satō informó a Tōgō de que, en realidad, "la rendición incondicional o términos muy parecidos a ello" era todo lo que podía esperar Japón. Además, Satō sugirió que los mensajes de Tōgō no eran "claros sobre las opiniones del Gobierno y el Ejército con respecto a la terminación de la guerra", poniendo en cuestión si la iniciativa de Tōgō estaba apoyada por las personas clave de la estructura de poder de Japón.
El 17 de julio, Tōgō respondió:
Aunque los poderes dirigentes, además del gobierno, están convencidos de que nuestra potencia de guerra todavía puede golpear con fuerza al enemigo, no somos capaces de sentir una completa paz mental [...] Sin embargo, tenga en mente especialmente, por favor, que no estamos buscando la mediación de los rusos para nada parecido a una rendición incondicional.
En respuesta, Satō aclaró:
No hace falta decir que, en mi anterior mensaje pidiendo una rendición incondicional o términos muy parecidos, hice una excepción sobre la cuestión de preservar [la Casa Imperial].
El 21 de julio, hablando en nombre del gabinete, Tōgō repitió:
En relación a la rendición incondicional, no podemos consentirla bajo ninguna circunstancia[...] Es para evitar dicha situación que estamos buscando la paz[...] gracias a los buenos oficios de Rusia[...] también sería desfavorable e imposible, desde el punto de vista de las consideraciones exteriores y nacionales, hacer una declaración inmediata de términos específicos.
Los criptógrafos estadounidenses habían roto la mayor parte de los códigos japoneses, incluyendo el código Púrpura, utilizado por la Oficina de Exteriores japonesa para cifrar la correspondencia diplomática de alto nivel. Como resultado, los mensajes entre Tokio y las embajadas japonesas les llegaban a los políticos aliados casi con la misma rapidez que a los destinatarios originales.

### Intenciones de los soviéticos
Las decisiones soviéticas relativas a Lejano Oriente estaban dominadas por intereses de seguridad. El más importante de estos intereses era conseguir un acceso sin restricciones al océano Pacífico. Las zonas de la costa pacífica soviética libres de hielo todo el año —especialmente Vladivostok— podían ser bloqueadas por aire y mar desde la isla de Sajalín y las islas Kuriles. Su objetivo principal era conquistar estos territorios, garantizando así el libre acceso al estrecho de Soya. Objetivos secundarios eran conseguir contratos de arrendamiento para el Ferrocarril Chino del Este, el Ferrocarril del Sur de Manchuria, Dalian y Port Arthur.
Con este objeto, Stalin y Molotov prolongaron las negociaciones con los japoneses, dándoles falsas esperanzas de una paz mediada por los soviéticos. Al mismo tiempo, en sus negociaciones con Estados Unidos y Gran Bretaña, los soviéticos insistían en su estricta adhesión a la Declaración de El Cairo, reafirmada en la Conferencia de Yalta, que suponía que los Aliados no aceptarían una paz condicional o separada con Japón. Los japoneses tendrían que rendirse incondicionalmente a todos los Aliados. Para prolongar la guerra, los soviéticos se opusieron a cualquier intento de relajar este requisito. Esto les daría tiempo para transferir sus tropas al teatro del Pacífico y conquistar Sajalín, las Kuriles y quizás Hokkaidō (empezando con un desembarco en Rumoi, Hokkaidō).

## Proyecto Manhattan
En 1939, Albert Einstein y Leó Szilárd escribieron una carta al presidente Roosevelt, animándole a que destinara fondos para la investigación y el desarrollo de bombas atómicas. La razón esgrimida era que, por aquel entonces, la Alemania nazi tenía Uranio suficiente para experimentar con bombas atómicas y que el hijo del Subsecretario de Estado Alemán, von Weizacker, estaba asignado al Instituto Kaiser Wilheln de Berlín, donde algunos de los trabajos estadounidenses de investigación sobre el posible aprovechamiento de la energía atómica, estaban siendo duplicados . Roosevelt accedió y el resultado fue el Proyecto Manhattan, un programa de investigación de alto secreto liderado por el general Leslie Groves, con la dirección científica de J. Robert Oppenheimer. La primera prueba atómica se produjo el 16 de julio de 1945 con la explosión Trinity.
Cuando el proyecto llegaba a su fin, los estrategas norteamericanos empezaron a considerar la utilización de la bomba. Groves formó un comité, que se reunió en abril y mayo de 1945 para redactar una lista de posibles objetivos para la bomba. Seleccionaron dieciocho ciudades japonesas. Las que estaban arriba en la lista eran Kioto, Hiroshima, Yokohama, Kokura y Niigata. Al final, Kioto fue retirada de la lista ante la insistencia del Secretario de Guerra Henry L. Stimson, que había visitado la ciudad en su luna de miel y conocía su importancia cultural e histórica.
En mayo, Harry S. Truman (que asumió la presidencia tras la muerte de Franklin Roosevelt el 16 de abril) aprobó la formación del Comité Interino, un grupo de asesores que le informaría sobre la bomba atómica. El Comité Interino estaba compuesto por George L. Harrison, Vannevar Bush, James Bryant Conant, Karl Taylor Compton, William L. Clayton y Ralph Austin Bard, asesorados por los científicos Oppenheimer, Enrico Fermi, Ernest Lawrence y Arthur Compton. En un informe del 1 de junio, el comité concluyó que debía lanzarse cuanto antes una bomba contra una fábrica de guerra, rodeada de las casas de los trabajadores, y de que no debía realizarse ninguna advertencia o demostración.
El mandato del comité no incluía el uso de la bomba; su uso se presuponía en cuanto estuviera completada. Tras una protesta de los científicos implicados en el proyecto mediante el informe Franck, el comité examinó de nuevo el uso de la bomba. En una reunión del 21 de junio, el comité se reafirmó en que no había alternativa al uso de la bomba.

## Declaración de Potsdam
- Wikisource en inglés contiene una copia de la Declaración de Potsdam.

Los líderes de las principales potencias aliadas se reunieron en la Conferencia de Potsdam entre el 16 de julio y el 2 de agosto de 1945. Los participantes fueron la Unión Soviética, el Reino Unido y Estados Unidos, representados por Stalin, Winston Churchill (después Clement Attlee) y Truman, respectivamente.
La guerra contra Japón fue uno de los muchos temas discutidos en Potsdam. Truman supo del éxito de la prueba Trinity al comienzo de la conferencia y compartió esta información con la delegación británica. El éxito de la prueba hizo que la delegación estadounidense reconsiderara la necesidad y prudencia de la participación soviética (garantizada en Yalta). En lo alto de su lista de prioridades estaba acortar la guerra y reducir las bajas estadounidenses, y la intervención soviética parecía conveniente para conseguir ambas, pero con  la contrapartida de permitirles quizás capturar más territorios de los que se les prometieron en Yalta, y posiblemente dividir Japón al igual que se había hecho con Alemania.
Se decidió emitir una declaración, la Declaración de Potsdam, que definía el concepto de "rendición incondicional" y clarificaba su significado para el cargo de emperador y para Hirohito personalmente. Los gobiernos estadounidense y británico discrepaban mucho sobre este punto: los estadounidenses querían abolir el cargo y posiblemente procesarlo como criminal de guerra, mientras que los británicos querían que se conservara el cargo, quizás con Hirohito. El borrador de la Declaración de Potsdam atravesó muchas revisiones hasta que se llegó a una versión aceptada por ambas partes.
El 26 de julio, Estados Unidos, Gran Bretaña y China publicaron la Declaración de Potsdam, anunciando los términos de rendición de Japón, con la siguiente advertencia: "No vamos a apartarnos de ellos. No hay alternativa. No vamos a consentir ningún retraso". Para Japón, los términos de la declaración especificaban:
- La eliminación "para siempre de la autoridad e influencia de aquellos que han engañado al pueblo de Japón y lo han llevado a embarcarse en la conquista del mundo".
- La ocupación de "puntos del territorio japonés a ser designados por los aliados".
- "La soberanía japonesa quedará limitada a las islas de Honshū, Hokkaidō, Kyūshū, Shikoku y las islas menores que determinemos". Tal y como se había anunciado en la Declaración de El Cairo de 1943, Japón quedaría despojada de su imperio anterior a la guerra, incluyendo a Corea y Taiwán, además de sus conquistas más recientes.
- "Las fuerzas armadas japonesas serán desarmadas completamente".
- "Se impondrá severa justicia a todos los criminales de guerra, incluyendo a aquellos que han infligido crueldades a nuestros prisioneros".

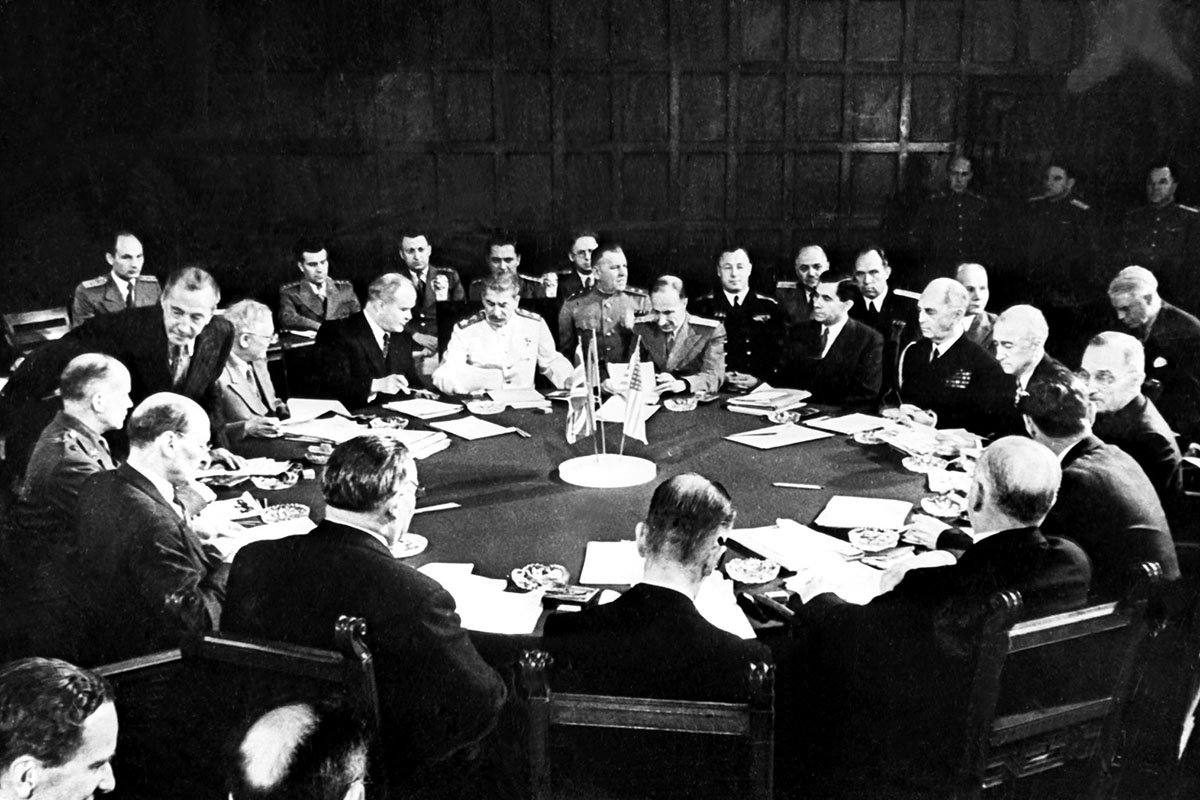
Una sesión de la Conferencia de Potsdam. Los fotografiados incluyen a Clement Attlee, Ernest Bevin, Vyacheslav Molotov, Iósif Stalin, William D. Leahy, James F. Byrnes, y Harry S. Truman.

Por otro lado, la declaración ofrecía:
- "No pretendemos que los japoneses queden esclavizados como raza o destruidos como nación[...] El gobierno japonés deberá eliminar todos los obstáculos para la reactivación y fortalecimiento de las tendencias democráticas entre el pueblo japonés. Se deberán establecer la libertad de expresión, de culto y de conciencia, además del respeto a los derechos humanos fundamentales.
- "Se le permitirá a Japón mantener dichas industrias que sostengan su economía y le permitan el pago sólo en especie de las reparaciones[...] se permitirá la participación japonesa en las relaciones comerciales mundiales".
- "Las fuerzas ocupantes aliadas se retirarán de Japón en cuanto se hayan completado estos objetivos y se haya establecido, de acuerdo con la voluntad del pueblo japonés, expresada libremente, un gobierno responsable e inclinado hacia la paz".

La única mención a la "rendición incondicional" aparecía al final de la declaración:
- "Demandamos al gobierno de Japón que proclame ahora la rendición incondicional de todas las fuerzas armadas japonesas y proporcione garantías auténticas y adecuadas de su buena fe en dicha acción. La alternativa para Japón es la inmediata y completa destrucción".

Si el emperador era uno de aquellos que habían "engañado al pueblo de Japón" o incluso un criminal de guerra (o, potencialmente, parte de un "gobierno responsable e inclinado a la paz") quedó sin especificar. La cláusula de la "inmediata y completa destrucción" era probablemente una advertencia velada de la posesión de los estadounidenses de la bomba atómica (que se había probado con éxito el primer día de la conferencia).
El 27 de julio, el gobierno japonés consideró cómo responder a la Declaración. Los cuatro miembros militares de los Seis Grandes querían rechazarla, pero Tōgō convenció al gabinete de que no lo hicieran hasta obtener una reacción de los soviéticos. En un telegrama, Shunichi Kase, el embajador de Japón en Suiza, observó que la rendición incondicional solo se aplicaba al ejército y no al gobierno o al pueblo, y alegó que debía entenderse que el prudente lenguaje de Potsdam parecía "haber ocasionado mucha reflexión" en los gobiernos firmantes; "parecen haber puesto mucho esmero en salvar la cara ante nosotros en muchos puntos". El día siguiente, los periódicos japoneses informaban que la Declaración, cuyo texto había sido difundido por Japón mediante folletos lanzados desde aviones, se había rechazado. En un intento de manejar la percepción pública, el primer ministro Suzuki se reunió con la prensa y declaró lo siguiente:
Considero que la Proclamación Conjunta es un refrito de la Declaración de la Conferencia de El Cairo. El Gobierno no le da ninguna importancia en absoluto. Lo único que se debe hacer es simplemente destruirla mediante el silencio (mokusatsu). No haremos otra cosa que presionar hasta el amargo final para conseguir un final exitoso a la guerra.
El significado de la palabra mokusatsu, literalmente "matar con silencio", no es preciso; puede ir desde «ignorar» hasta «tratar con desprecio»: algo que de hecho describía bastante bien la variedad de reacciones dentro del gobierno. Sin embargo, la declaración de Suzuki, especialmente la última frase, dejaba poco espacio para una interpretación equivocada y la prensa lo tomó como un rechazo, tanto en Japón como en el extranjero, y no se hizo ninguna otra declaración en público o mediante canales diplomáticos para cambiar esta interpretación.
El 30 de julio, el embajador Satō escribió que probablemente Stalin estaba hablando con los Aliados sobre sus acuerdos con Japón, y escribió: "No existe otra alternativa que la rendición incondicional inmediata, si queremos evitar que Rusia participe en la guerra".  El 2 de agosto, Tōgō le escribió a Satō: "no debería serle de ninguna dificultad darse cuenta de que [...] nuestro tiempo para avanzar en los acuerdos para terminar con la guerra antes de que el enemigo desembarque en nuestro territorio es limitado, y por otro lado es difícil decidir las condiciones de paz concretas, todas de una vez, aquí en casa".

## Estocadas finales: Bombardeos atómicos y ataque soviético

### 6 de agosto: Hiroshima
La mañana del 6 de agosto, el Enola Gay, un B-29 pilotado por el coronel Paul Tibbets, arrojó una bomba atómica sobre la ciudad de Hiroshima, en el suroeste de Honshū. A lo largo de ese día llegaron a Tokio informaciones confusas sobre que Hiroshima había sido el objetivo de un ataque aéreo que había arrasado la ciudad en un "destello cegador y explosión violenta". Más tarde, ese mismo día, recibieron una transmisión del presidente estadounidense Truman anunciando la primera utilización de una bomba atómica, y prometiendo Ahora estamos preparados para arrasar más rápida y completamente cualquier empresa que tengan los japoneses sobre el suelo en cualquier ciudad. Destruiremos sus puertos, sus fábricas y sus comunicaciones. Que no quede duda; destruiremos completamente la capacidad de Japón para hacer la guerra. Fue para salvar al pueblo japonés de su completa destrucción que emitimos el ultimátum de Potsdam el 26 de julio. Sus líderes rechazaron inmediatamente ese ultimátum. Si ahora no aceptan nuestros términos, que esperen del cielo una lluvia de perdición, una como jamás se ha visto en esta tierra.
Al principio, algunos se negaron a creer que los estadounidenses hubieran construido una bomba atómica. Los japoneses conocían bastante bien el proceso potencial como para saber lo difícil que era (el ejército y la armada japonesas tenían programas independientes para construir la bomba atómica, lo que complicó más aún sus esfuerzos). El almirante Soemu Toyoda, jefe del Estado Mayor Naval, afirmó que aunque los estadounidenses hubieran hecho una bomba, no podían tener muchas más. Los estrategas estadounidenses, anticipando una reacción como la de Toyoda, habían planeado arrojar una segunda bomba poco después de la primera, para convencer a los japoneses de que Estados Unidos tenía un gran suministro de ellas.  Probablemente el gobierno estadounidense habría preferido esperar hasta tener un mayor inventario de bombas antes de empezar con los ataques nucleares, pero la entrada inminente de los soviéticos en la guerra significaba que Truman no se podía permitir esperar.

### 8 y 9 de agosto: invasión soviética y Nagasaki
A Tokio llegaron informes detallados de la escala de destrucción sin precedentes de Hiroshima, pero pasaron dos días antes de que el gobierno se reuniera para considerar la nueva situación. En la madrugada del 8 al 9 de agosto, Stalin decidió proceder contra Japón con base en los acuerdos de la Conferencia de Yalta, donde la URSS se había comprometido a entrar en la guerra contra Japón antes de que pasaran tres meses desde la rendición de Alemania, que se había producido el 8 de mayo. A las 4:00 del 9 de agosto llegaron a Tokio noticias de que la Unión Soviética había roto el Pacto de Neutralidad, declarado la guerra a Japón e iniciado  la invasión de Manchuria.

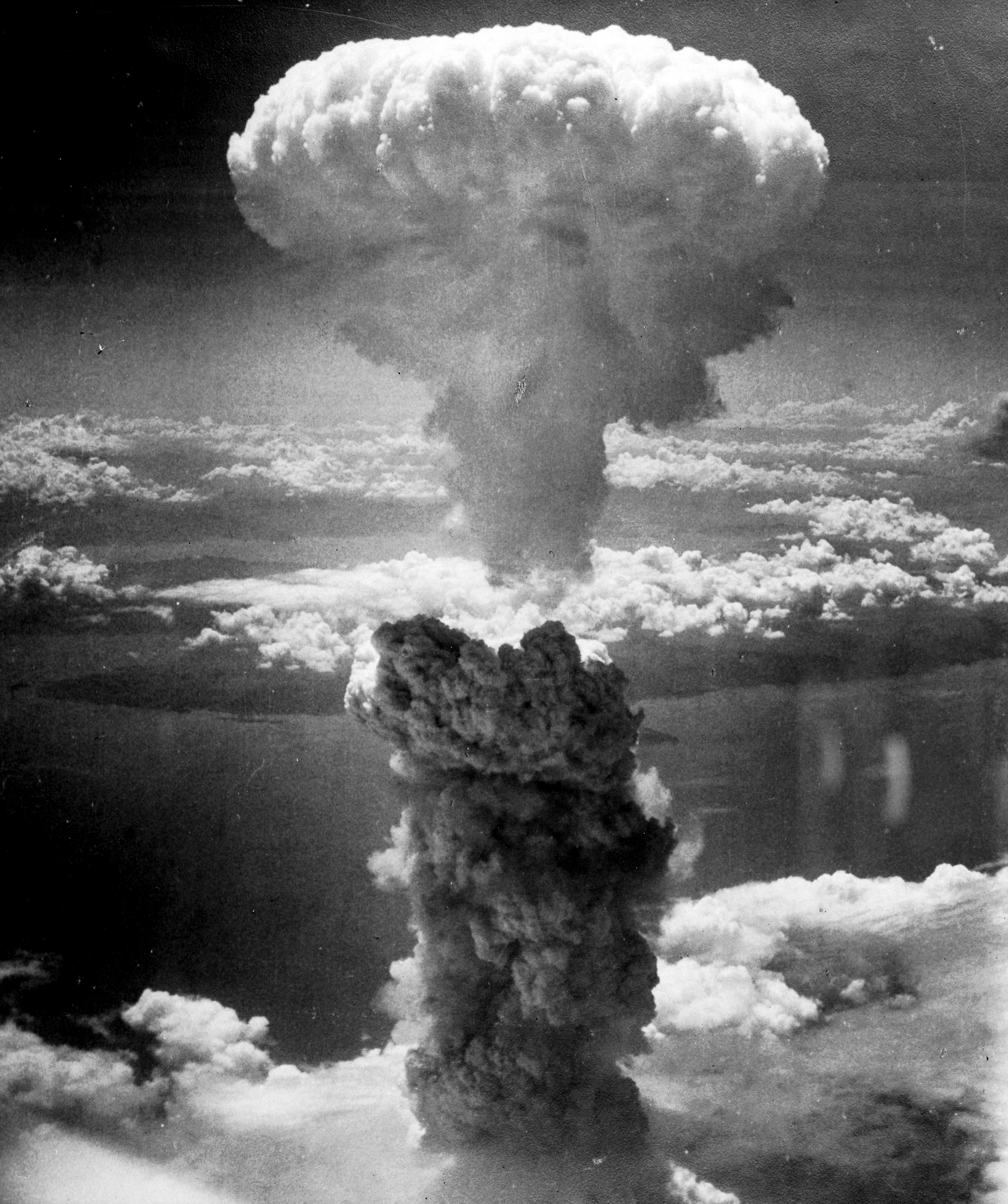
Bomba atómica sobre Nagasaki.

Esta doble conmoción (la bomba atómica sobre Hiroshima y la invasión soviética) tuvo efectos inmediatos y profundos sobre el primer ministro Suzuki y el ministro de asuntos exteriores Tōgō Shigenori, quienes coincidieron en que el gobierno debía detener la guerra inmediatamente. Sin embargo, los líderes del Ejército Japonés se lo tomaron mejor, infravalorando enormemente la escala del ataque. Comenzaron las preparaciones para imponer la ley marcial en el país, con el apoyo del ministro de la guerra Anami, y evitar así que cualquiera intentara declarar la paz. Hirohito le dijo a Kido que debía "controlar rápidamente la situación" porque "la Unión Soviética nos ha declarado la guerra y hoy han iniciado hostilidades contra nosotros".
El Consejo Supremo se reunió a las 10:30. Suzuki, que acababa de llegar de una reunión con el emperador, dijo que era imposible continuar con la guerra. Tōgō Shigenori dijo que no podían aceptar los términos de la Declaración de Potsdam, sino que necesitaban garantías sobre el cargo del emperador. El ministro de la armada Yonai dijo que debían hacer alguna propuesta diplomática; no podían seguir permitiéndose estar a la espera de circunstancias más favorables.
En mitad de la reunión, poco después de las 11:00, llegaron noticias de que Nagasaki, en la costa oeste de Kyūshū, había sido alcanzada por una segunda bomba atómica (llamada "Fat Man" por los estadounidenses). Al terminar la reunión, los Seis Grandes estaban divididos tres a tres. Suzuki, Tōgō, y el almirante Yonai apoyaban la condición adicional a Potsdam que proponía Tōgō, mientras que los generales Anami, Umezu y el almirante Toyoda insistían en tres términos más que modificaban Potsdam: que Japón controlaría su propio desarme, que Japón se ocuparía de cualquier criminal de guerra japonés y que no habría ninguna ocupación de Japón.

## Intervención del emperador, respuesta de los aliados y contestación de los japoneses

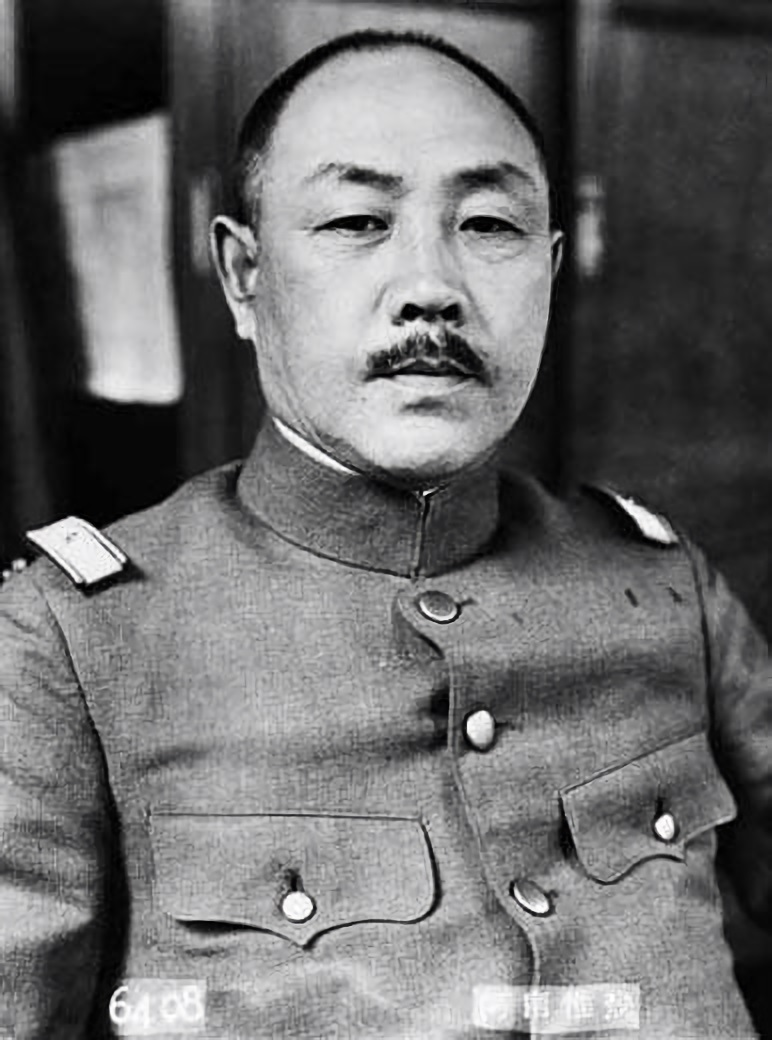
Ministro de la guerra Korechika Anami.

El gabinete completo se reunió el 9 de agosto a las 14:30, y pasó casi todo el día debatiendo sobre la rendición. Al igual que los Seis Grandes, el gabinete quedó dividido, sin que ninguna de las posturas de Tōgō o Anami atrajera a la mayoría. Anami le dijo a otros ministros del gabinete que, bajo tortura, un prisionero estadounidense, piloto de un B-29, le había dicho a sus interrogadores que los estadounidenses poseían 100 bombas atómicas que Tokio y Kioto serían bombardeadas "en los próximos días". El piloto, Marcus McDilda, estaba mintiendo. No sabía nada del Proyecto Manhattan y sencillamente le estaba diciendo a sus interrogadores lo que él pensaba que querían oír, para terminar con la tortura. La mentira, que hizo que lo clasificaran como prisionero de alta prioridad, probablemente le salvó de la decapitación. En realidad, Estados Unidos habría tenido lista la tercera bomba alrededor del 19 de agosto, y una cuarta en septiembre de 1945. Probablemente la tercera bomba se habría utilizado contra Tokio.
La reunión del gabinete se suspendió a las 17:30 sin consenso. Una segunda reunión, que duró desde las 18:00 hasta las 22:00, también terminó sin consenso. Tras esta segunda reunión, Suzuki y Tōgō se reunieron con el emperador, y Suzuki propuso una conferencia Imperial improvisada, que comenzó justo antes de la medianoche de la noche del 9 al 10 de agosto. Suzuki presentó la propuesta de las cuatro condiciones de Anami como si fuera la postura de consenso del Consejo Supremo. Los otros miembros del Consejo Supremo hablaron, como también lo hizo el barón Hiranuma Kiichirō, el presidente del Consejo Privado, que explicó la incapacidad de Japón para defenderse y también describió los problemas internos del país, como la escasez de alimentos. El gabinete debatió de nuevo sin alcanzar un consenso. Finalmente, alrededor de las 02:00 (10 de agosto), Suzuki se dirigió al emperador Hirohito y le pidió que se decidiera entre ambas posturas. Aunque no quedó registrada, a partir de los recuerdos de los participantes, la declaración del emperador fue la siguiente:
He reflexionado seriamente sobre la situación que impera en nuestra patria y en el extranjero y he llegado a la conclusión de que continuar con la guerra solo puede significar la destrucción de la nación y la prolongación del baño de sangre y la crueldad en el mundo. No puedo soportar ver sufrir más a mi pueblo inocente. [...]

Los partidarios de continuar con las hostilidades me dijeron que en junio estarían preparadas nuevas divisiones en posiciones fortificadas [este de Tokio], listas para cuando el invasor intente desembarcar. Estamos en agosto y las fortificaciones todavía no están completas. [...]

Hay quien dice que la clave para la supervivencia de la nación está en una batalla decisiva en la madre patria. Sin embargo, las experiencias del pasado demuestran que siempre ha habido una discrepancia entre los planes y la realización. No creo que la discrepancia, en el caso de Kujūkuri, se pueda rectificar. Ya que el cariz de los acontecimientos es igual, ¿cómo podemos repeler al invasor? [Luego hizo referencia específicamente al poder destructivo de la bomba atómica]

No hace falta decir que me resulta insoportable ver desarmados a los valientes y leales guerreros de Japón. Me resulta igualmente insoportable que otros que me han prestado un devoto servicio puedan ser ahora castigados como instigadores de la guerra. No obstante, ha llegado la hora de soportar lo insoportable[...]

Me trago mis lágrimas y otorgo mi sanción a la propuesta de aceptar la proclamación de los aliados según ha explicado el ministro de exteriores.
Según el general Sumihisa Ikeda y el almirante Zenshirō Hoshina, el presidente del Consejo Privado, Hiranuma Kiichirō, se dirigió después al emperador y le preguntó: "Su majestad, usted también tiene responsabilidad (sekinin) en esta derrota. ¿Qué disculpa va a ofrecerle a los espíritus heroicos del fundador imperial de su casa y a sus otros ancestros imperiales?"
- Wikisource en inglés contiene una copia de los Comunicados de Rendición de Japón.

Cuando se marchó el emperador, Suzuki presionó al gabinete para que aceptara la voluntad del este, y así lo hizo. Esa misma mañana (10 de agosto), el ministro de exteriores envió telegramas a los Aliados (mediante el Departamento Político Federal suizo, concretamente a través de Max Grässli) anunciando que Japón aceptaría la Declaración de Potsdam pero no aceptaría ninguna condición de paz que "perjudique las prerrogativas" del emperador. Eso suponía de hecho que no se produciría ningún cambio en la forma de gobierno de Japón: que el emperador de Japón seguiría siendo un cargo de poder real dentro del gobierno.

### 12 de agosto
La respuesta de los Aliados la escribió James F. Byrnes y fue aprobada por los gobiernos británico, chino y soviético, aunque los soviéticos accedieron con reservas. Los Aliados enviaron su respuesta (vía el Departamento de Asuntos Políticos suizo) a la aceptación parcial de los japoneses a la Declaración de Potstam el 12 de agosto. Sobre el estatus del emperador, se decía:
Desde el momento de la rendición, la autoridad del emperador y del gobierno japonés para gobernar el estado quedará sometida al comandante supremo de las potencias aliadas, que dará los pasos que considere oportunos para efectuar los términos de la rendición [...] La forma de gobierno final que adopte Japón, de acuerdo con la Declaración de Potsdam, será establecida por la voluntad, expresada libremente, del pueblo japonés.
El presidente Truman ordenó que continuaran las operaciones militares (incluyendo los bombardeos de los B-29) hasta que se recibiera un comunicado oficial de la rendición japonesa. Sin embargo, los corresponsales de noticias interpretaron incorrectamente un comentario de Carl Andrew Spaatz, que decía que los B-29 no habían volado el 11 de agosto (a causa del mal tiempo), como una declaración de que se había efectuado un alto el fuego. Para evitar dar a entender a los japoneses que los Aliados habían abandonado los esfuerzos de paz y retomado los bombardeos, Truman ordenó la suspensión de los bombardeos.
El gabinete japonés estudió la respuesta de los Aliados, y Suzuki sostuvo que debía rechazarla e insistir en una garantía explícita para el sistema imperial. Anami volvió a su postura de que no hubiera ninguna ocupación de Japón. Luego, Tōgō le dijo a Suzuki que no había esperanzas de obtener mejores términos y Kido comunicó la voluntad del emperador de que Japón se rindiera. En una reunión con el emperador, Yonai transmitió su preocupación sobre el creciente malestar social:
Pienso que los términos son inapropiados, pero las bombas atómicas y la entrada de los soviéticos en la guerra son, en un sentido, regalos del cielo. De esta manera no tenemos que decir que tenemos que dejar la guerra por circunstancias nacionales.
Ese mismo día, Hirohito informó a la familia imperial de su decisión de rendirse. Uno de sus tíos, el príncipe Asaka, preguntó si podría continuar la guerra si no se podía preservar la kokutai (política nacional). El emperador respondió simplemente "por supuesto".

### 13 y 14 de agosto
Los Seis Grandes y el gabinete pasaron el 13 de agosto debatiendo sobre cómo contestar a la respuesta de los Aliados, pero quedaron en punto muerto. Mientras tanto, empezaba a crecer la duda entre los Aliados mientras estos esperaban a que respondieran los japoneses. Les habían ordenado a los japoneses que respondieran con una aceptación sin limitaciones en claro, pero respondieron en código, lo que se percibió como una respuesta con limitaciones.
Además, los Aliados detectaron un aumento en el tráfico diplomático y militar, lo que se percibió como una evidencia de que los japoneses estaban preparando un "ataque banzai con todo lo que tenían". El presidente Truman ordenó la reanudación de los ataques contra Japón a máxima intensidad "para convencer a los dirigentes japoneses de que vamos en serio y estamos decididos a hacerles aceptar nuestras propuestas de paz sin ninguna dilación". La Tercera Flota de los Estados Unidos empezó a bombardear la costa japonesa. En el mayor bombardeo de la Guerra del Pacífico, más de 400 B-29 atacaron a Japón durante el día del 14 de agosto, y más de 300 durante la noche. Se utilizaron un total de 1014 aviones y no se perdió ninguno.  En la misión de bombardeo más larga de la guerra, aviones B-29 del Ala de Bombardeo N.º 315 recorrieron 6000 kilómetros para destruir la refinería de la Nippon Oil Company en Tsuchizaki, Akita, en la punta norte de Honshū. Esta era la última refinería operativa de las islas nacionales de Japón y producía el 67 % de su petróleo. Tras la guerra, estos bombardeos se justificaron sobre la base de que ya estaban en marcha cuando llegaron noticias de la rendición japonesa, pero esto es solo parcialmente cierto.

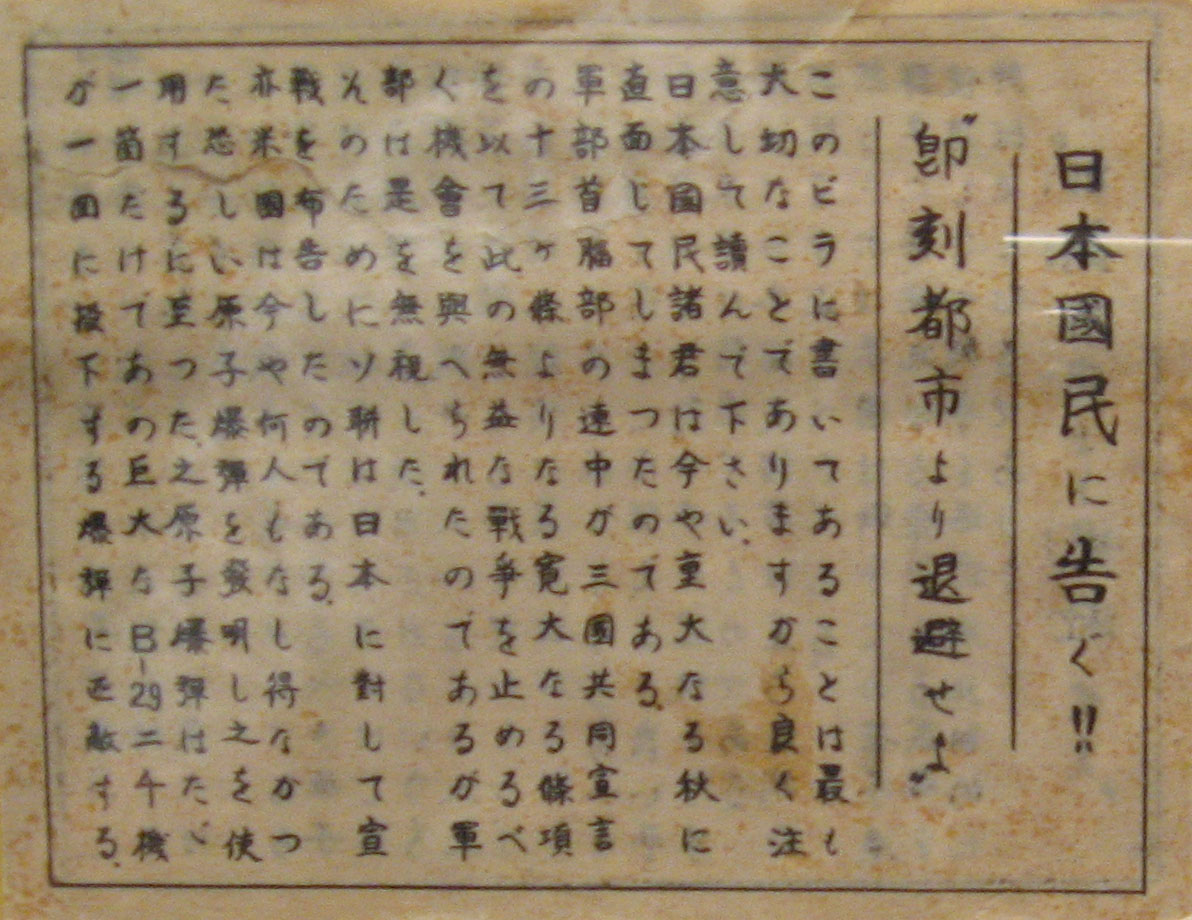
Un folleto arrojado sobre Japón tras el bombardeo de Hiroshima. El folleto dice, en parte: El pueblo japonés se enfrenta a un otoño extremadamente importante. Nuestra alianza de tres países le presentó a vuestros líderes trece artículos de rendición para ponerle fin a esta guerra infructuosa. Esta propuesta fue ignorada por los líderes de vuestro ejército[...] Estados Unidos ha desarrollado una bomba atómica, algo que no ha hecho ninguna otra nación con anterioridad. Se ha determinado utilizar esta terrorífica bomba. Una bomba atómica tiene el poder destructivo de 2.000 B-29.

A sugerencia de los expertos estadounidenses de operaciones psicológicas, los B-29 pasaron el 13 de agosto arrojando octavillas sobre Japón, describiendo la oferta de rendición de Japón y la respuesta de los Aliados. Las octavillas tuvieron un profundo efecto sobre el proceso decisorio de los japoneses. Al terminar el 14 de agosto, Suzuki, Kido y el emperador se dieron cuenta de que el día terminaría o bien con una aceptación de los términos estadounidenses o con un golpe militar. El emperador se reunió con los oficiales superiores del ejército y la armada. Aunque algunos hablaron de continuar luchando, el mariscal de campo Shunroku Hata no lo hizo. Como comandante del Segundo Ejército, cuyo cuartel general se encontraba en Hiroshima antes de ser destruida, Hata comandaba todas las tropas que defendían el sur de Japón: las tropas que se preparaban para luchar en la "batalla decisiva". Hata dijo que no tenía mucha fe en poder defenderse de la invasión y no discutió la decisión del emperador. El emperador solicitó que sus líderes militares cooperaran con él para terminar con la guerra.
En una conferencia con el gabinete y otros consejeros, Anami, Toyoda y Umezu volvieron a insistir en continuar con la lucha, tras lo cual el emperador dijo:
He escuchado detenidamente todos los argumentos presentados en oposición a la opinión de que Japón debería aceptar la respuesta de los aliados tal y como está y sin mayor clarificación o modificación, pero mis pensamientos no han sufrido ningún cambio[...] Para que el pueblo pueda conocer mi decisión, os pido que preparéis de inmediato un rescripto imperial para que pueda retransmitirlo a la nación. Finalmente, apelo a cada uno de vosotros para que se esfuerce al máximo para que podamos enfrentarnos a los difíciles días que nos aguardan.
El gabinete se reunió de inmediato y ratificó unánimemente los deseos del emperador. También decidieron destruir grandes cantidades de material sobre asuntos relativos a crímenes de guerra y responsabilidad de los principales líderes del país. Justo después de la conferencia, el ministro de exteriores transmitió órdenes a sus embajadas en Suiza y Suecia para que aceptaran los términos de rendición de los aliados. Estas órdenes fueron recibidas en Washington a las 02:49 del 14 de agosto.
El texto del Rescripto Imperial estaba terminado a las 19:00, transcrito por el calígrafo oficial de la corte, y llevado hasta el gabinete para su firma. Alrededor de las 23:00, el emperador, con la ayuda de un equipo de grabación de la NHK, hizo una grabación de gramófono en la que leía el Rescripto Imperial de rendición. La grabación fue entregada al chambelán de la corte Yoshihiro Tokugawa, que la escondió en una taquilla de la oficina de la secretaria de la emperatriz.

## Intento de golpe de Estado militar (entre el 12 y el 15 de agosto)

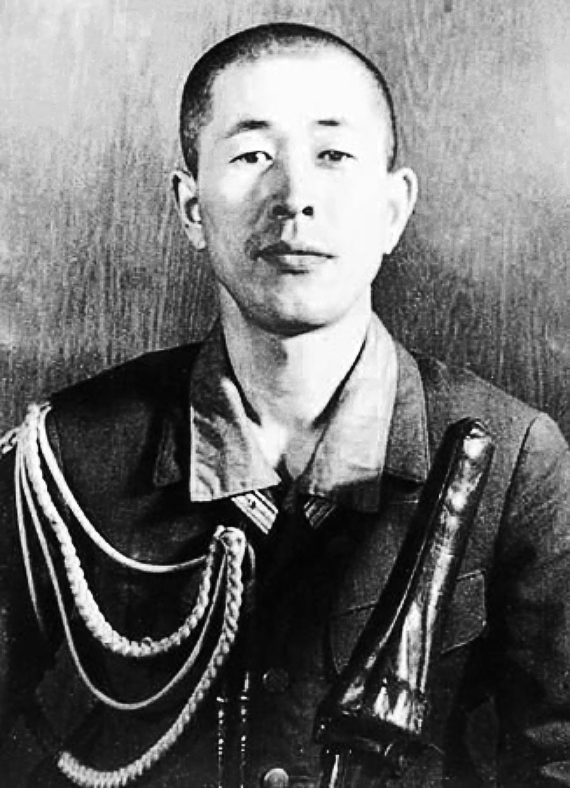
Kenji Hatanaka, líder del golpe de Estado.

Bien entrada la noche del 12 de agosto de 1945, el mayor Kenji Hatanaka, junto con los tenientes coroneles Masataka Ida, Masahiko Takeshita (el hermanastro de Anami) y  Masao Inaba , y el coronel Okitsugu Arao, jefe de la Sección de Asuntos Militares, hablaron con el ministro de la guerra Korechika Anami (el ministro del ejército y "la figura más poderosa de Japón después del propio emperador"), buscando su apoyo y pidiéndole que hiciera lo que pudiera para evitar la aceptación de la Declaración de Potsdam. El general Anami rehusó decir si ayudaría a los jóvenes oficiales en su traición. A pesar de lo mucho que necesitaban su apoyo, Hatanaka y los otros rebeldes decidieron que no tenían otra opción que seguir planeando el golpe de Estado por su cuenta. Hatanaka pasó gran parte del 13 de agosto y la mañana del 14 de agosto reuniendo aliados, buscando apoyos en las altas esferas del Ministerio y perfeccionando su plan.
Poco después de la conferencia de la noche del 13 al 14 de agosto, en la que se decidió finalmente aceptar la rendición, un grupo de oficiales superiores del ejército, incluyendo a Anami, se reunieron en una habitación cercana. Todos los presentes estaban al tanto de la posibilidad de un golpe de Estado para evitar la rendición; algunos de los presentes incluso podían estar considerando dar también uno. Tras un silencio, el general Torashirō Kawabe propuso a todos los oficiales presentes que firmaran un acuerdo para llevar a cabo la orden de rendición del emperador; "El Ejército actuará de acuerdo con la Decisión Imperial hasta el final". Fue firmado por todos los oficiales de alto rango presentes, incluyendo Anami, Hajime Sugiyama, Yoshijirō Umezu, Kenji Doihara, Torashirō Kawabe, Masakazu Kawabe y Tadaichi Wakamatsu. "Este acuerdo escrito entre los oficiales más altos del Ejército, junto con el anuncio de Anami, actuaron como un cortafuego formidable contra cualquier intento de golpe de estado en Tokio".

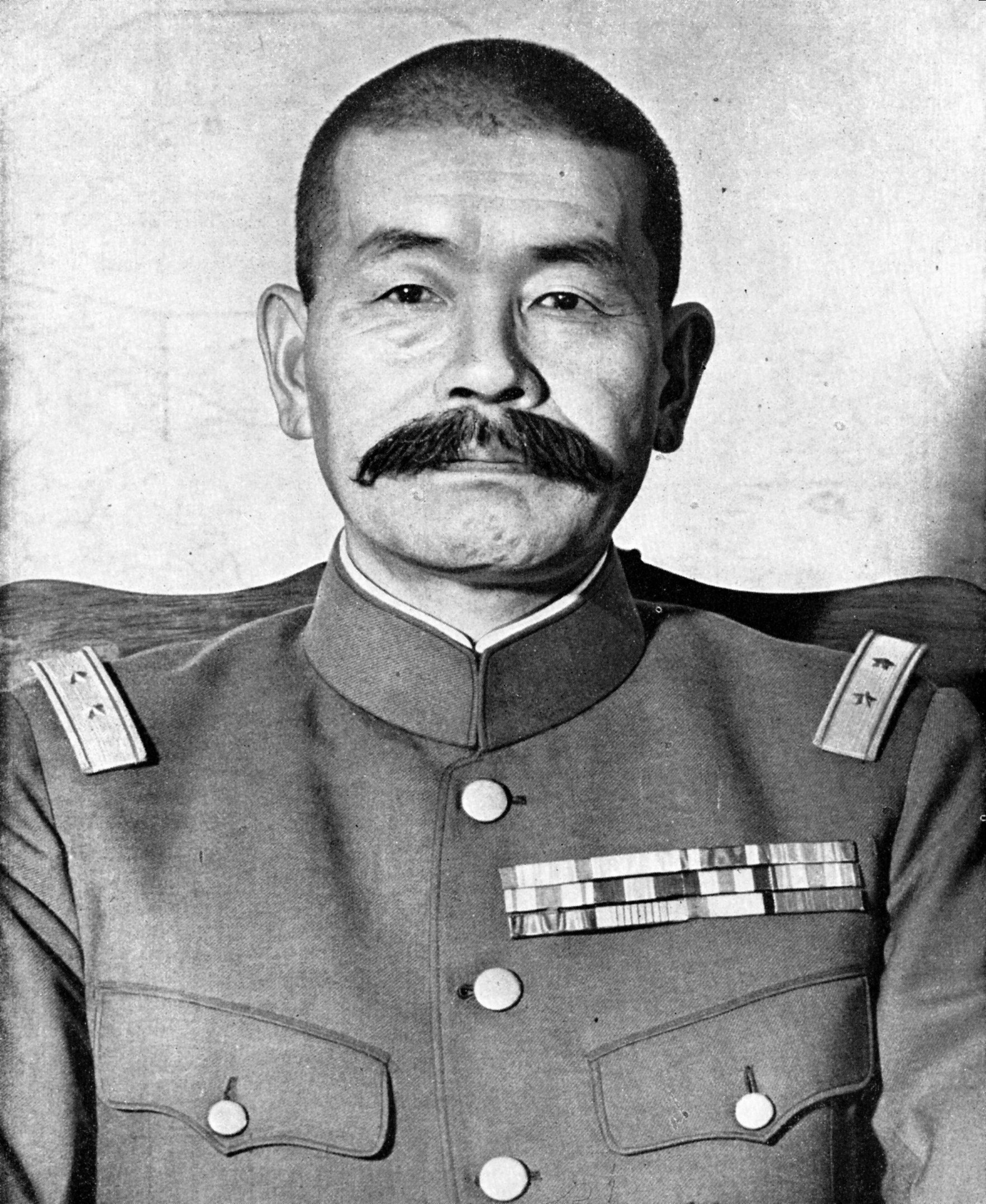
El golpe fracasó después de que Shizuichi Tanaka convenciera a los oficiales rebeldes de que se fueran a su casa. Tanaka se suicidó nueve días después.

Alrededor de las 21:30 del 14 de agosto, los rebeldes de Hatanaka pusieron en marcha su plan. El Segundo Regimiento de la Primera División de la Guardia Imperial había entrado en los dominios del palacio, duplicando la fuerza del batallón que ya se encontraba allí, supuestamente para proporcionar una protección extra contra la rebelión de Hatanaka. Sin embargo, Hatanaka, junto con el teniente coronel Jirō Shiizaki, convenció al comandante del Segundo Regimiento de la 1.ª División de la Guardia Imperial, el coronel Haga Toyojirō, de su causa, diciéndole (falsamente) que Anami, Umezu y los comandantes del Ejército del Distrito Oriental y de las divisiones de la Guardia Imperial apoyaban el plan. Hatanaka también acudió a la oficina de Shizuichi Tanaka, comandante de la región oriental del ejército, para intentar persuadirle de que se uniera al golpe. Tanaka rehusó y le ordenó a Hatanaka que se fuera a casa. Hatanaka ignoró la orden.
Al principio Hatanaka esperaba que sencillamente ocupando el palacio y dejando ver los comienzos de una rebelión, el resto del ejército se animaría y se levantaría contra la rendición. Esta filosofía le guio durante los últimos días y horas y le concedió el optimismo ciego necesario para seguir con el plan, a pesar de tener poco apoyo de sus superiores. Tras haber colocado todas las piezas, Hatanaka y sus compañeros conspiradores decidieron que la Guardia tomaría el palacio a las 02:00. Las horas anteriores las ocuparían en seguir intentando convencer a sus superiores del ejército para que se unieran al golpe. Más o menos a la misma hora, el general Anami se hizo el harakiri dejando el mensaje siguiente: "Yo, con mi muerte, me disculpo ante el emperador por el gran crimen". No queda claro si por «crimen» se refería a perder la guerra o al golpe de Estado.
- Wikisource contiene obras originales de o sobre Rendición de Japón.

En algún momento posterior a la 01:00, Hatanaka y sus hombres rodearon el palacio. Hatanaka, el teniente coronel Shiizaki y el capitán Shigetarō Uehara (de la Academia de las Fuerzas Aéreas) fueron a la oficina del teniente general Takeshi Mori para pedirle que se uniera al golpe. Mori estaba reunido con su cuñado Michinori Shiraishi. La cooperación de Mori como comandante de la 1.ª División de la Guardia Imperial, era crucial para el golpe. Cuando Mori se negó a alinearse con ellos, Hatanaka le asesinó, temiendo que Mori ordenara a la Guardia que detuviera la rebelión. Uehara mató a Shiraishi. Estos fueron los dos únicos asesinatos de la noche. Luego Hatanaka utilizó el sello oficial del general Mori para autorizar la Orden Estratégica de División de la Guardia Imperial n.º 584, un conjunto de órdenes falsas creadas por sus compañeros de conspiración, que aumentaría mucho el valor de las fuerzas que ocuparían el Palacio Imperial y el Ministerio de la Casa Imperial y "protegerían" al emperador. La policía de palacio quedó desarmada y todas las entradas fueron bloqueadas. Durante la noche, los rebeldes de Hatanaka capturaron y detuvieron a dieciocho personas, incluyendo al personal del ministerio y los trabajadores de la NHK que enviaron para grabar el discurso de rendición.
Los rebeldes liderados por Hatanaka pasaron las siguientes horas buscando sin éxito al ministro de la Casa Imperial Sotaro Ishiwatari, al señor guardián del Sello Privado Koichi Kido y las grabaciones del discurso de rendición. Estos dos hombres se ocultaban dentro de la "cámara acorazada", una cámara grande debajo del Palacio Imperial. La búsqueda estuvo dificultada por un apagón deliberado en respuesta a los bombardeos aliados y por la organización y disposición arcaicas del Ministerio de la Casa Imperial. Los nombres de muchas de las habitaciones eran irreconocibles para los rebeldes. A quien sí encontraron fue al chambelán Tokugawa. Aunque Hatanaka le amenazó con destriparlo con una katana, Tokugawa le mintió diciéndole que no sabía dónde estaban las grabaciones o los hombres. Durante su búsqueda, los rebeldes cortaron casi todas las líneas telefónicas, interrumpiendo las comunicaciones entre los prisioneros que tenían en palacio y el mundo exterior.
Más o menos a la misma hora, en Yokohama, otro grupo de rebeldes de Hatanaka, liderados por el capitán Takeo Sasaki, fueron a la oficina del primer ministro Suzuki con la intención de matarlo. Cuando la hallaron vacía, acribillaron la oficina con una ametralladora, incendiaron el edificio y luego se marcharon al domicilio de Suzuki. Hisatsune Sakomizu avisó a Suzuki y este escapó unos minutos antes de que llegaran los rebeldes. Tras incendiar la casa de Suzuki, fueron a la casa de Kiichirō Hiranuma para asesinarle. Hiranuma escapó por una puerta lateral y los rebeldes incendiaron su casa también. Suzuki estuvo el resto del mes de agosto bajo protección policial, pasando la noche en una cama distinta cada vez.
Alrededor de las 03:00, el teniente coronel Masataka Ida informó a Hatanaka de que el Ejército del Distrito Oriental se dirigía al palacio para detenerle y le dijo que simplemente se rindiera. Finalmente, viendo que su plan se deshacía en pedazos, Hatanaka le suplicó a Tatsuhiko Takashima, jefe del estado mayor del Ejército del Distrito Oriental, que le concediera al menos diez minutos en directo en la cadena de radio NHK. Quería explicarle al pueblo de Japón lo que trataba de conseguir y por qué. La petición fue categóricamente rechazada. El coronel Haga, comandante del segundo regimiento de la 1.ª División de la Guardia Imperial, descubrió que en realidad el ejército no apoyaba esa rebelión y le ordenó a Hatanaka que abandonara el palacio.
Poco antes de las 05:00, mientras sus rebeldes continuaban con la búsqueda, el mayor Hatanaka fue a los estudios de la NHK y, pistola en mano, intentó desesperadamente conseguir un poco de tiempo en antena para explicar sus acciones. Finalmente, una hora y media después y tras recibir una llamada del Ejército del Distrito Oriental, Hatanaka se rindió. Reunió a sus oficiales y salió del estudio de la NHK. Al amanecer, Tanaka se enteró de que habían invadido el palacio. Se dirigió allí y se enfrentó a los oficiales rebeldes, reprendiéndolos por actuar contrariamente al espíritu del ejército japonés. Les convenció de que volvieran a su cuartel. Más o menos a las 08:00, la rebelión quedó completamente desmantelada. Había conseguido controlar el palacio durante gran parte de la noche, pero fracasó a la hora de hallar las grabaciones.
Hatanaka, montando una motocicleta, y el teniente coronel Shiizaki, a lomos de un caballo, recorrieron las calles arrojando panfletos que explicaban sus razones y sus acciones. Algo menos de una hora antes de la transmisión del emperador, más o menos a las 11:00 del 15 de agosto, el mayor Hatanaka puso su pistola en su frente y se suicidó. Shiizaki se atravesó con un puñal y luego se suicidó. En el bolsillo de Hatanaka se encontró su poema de despedida: "No me arrepiento de nada ahora que las nubes negras han desaparecido del reinado del emperador."

## Rendición

### Transmisión del Rescripto Imperial de rendición
- Wikisource en inglés contiene obras originales de los Documentos de la rendición japonesa de la Segunda Guerra Mundial.

A las 12:00 del mediodía, Hora Estándar de Japón, se emitió el discurso de rendición del emperador a la nación, en el que leía el Rescripto Imperial sobre la Terminación de la Guerra:
... a pesar de que todos han dado lo mejor —la lucha valiente del ejército y de las fuerzas navales, la diligencia y dedicación de Nuestros servidores del Estado y el servicio devoto de Nuestros cien millones de súbditos—, la situación de la guerra no se ha desarrollado necesariamente en provecho de Japón, mientras las tendencias generales del mundo se han vuelto contra su interés.

Además, el enemigo ha empezado a utilizar una bomba nueva y muy cruel, cuya capacidad de provocar daño es realmente incalculable, provocando la muerte de muchas vidas inocentes. Si continuáramos luchando, no solo tendría como resultado el colapso y destrucción de la nación japonesa, sino que también conduciría a la completa extinción de la civilización humana.

Siendo así el caso, ¿cómo vamos nosotros a salvar a nuestros millones de súbditos, o a expiarnos ante los espíritus benditos de Nuestros Ancestros Imperiales? Esta es la razón por la que hemos ordenado la aceptación de las disposiciones de la Declaración Conjunta de las Potencias.

Las dificultades y sufrimientos a los que Nuestra nación quedará sujeta de ahora en adelante serán ciertamente enormes. Somos plenamente conscientes de los sentimientos más profundos de todos vosotros, nuestros súbditos. Sin embargo, es de acuerdo a los dictados del tiempo y del destino que hemos resuelto preparar el terreno para una gran paz para todas las generaciones que están por llegar, soportando lo insoportable y sufriendo lo insufrible.
La baja calidad de la grabación unida al japonés arcaico-cortesano utilizado por el emperador en el Rescripto Imperial, hicieron que fuera muy difícil de entender por la mayoría de los oyentes.
El 17 de agosto, Suzuki fue sustituido como primer ministro por el tío del emperador, el príncipe Higashikuni Naruhiko, quizás para prevenir cualquier otro intento de golpe de Estado o asesinato; Mamoru Shigemitsu sustituyó a Tōgō como ministro de Exteriores. 
Las fuerzas japonesas todavía combatían contra los soviéticos y los chinos, y fue difícil conseguir el cese del fuego y la rendición. La Unión Soviética siguió combatiendo hasta principios de septiembre, tomando las islas Kuriles.

### Rendición de Japón
Civiles y militares aliados por igual se regocijaron con la noticia del final de la guerra. Alfred Eisenstaedt hizo la famosa fotografía de un marinero estadounidense besando a una mujer en Times Square. En Australia se hizo una fotografía igualmente alegre, la famosa Dancing Man. Los días 14 y 15 de agosto se celebra el Día V-J en muchos países aliados.
La Unión Soviética pretendía ocupar Hokkaidō. Sin embargo, a diferencia de las ocupaciones soviéticas de Alemania del Este y Corea del Norte, estos planes quedaron frustrados por la oposición del presidente Truman.
El 19 de agosto partieron hacia Manila varios representantes japoneses para reunirse con el comandante supremo de las Fuerzas Aliadas Douglas MacArthur, y para ser informados sobre sus planes de ocupación. El 28 de agosto, 150 estadounidenses volaron a Atsugi, en la Prefectura de Kanagawa, comenzando así la ocupación de Japón. Tras ellos llegó el USS Missouri, cuyos barcos de apoyo desembarcaron al Cuarto de Marines en la costa sur de Kanagawa. Luego llegó más personal aliado.
MacArthur llegó a Tokio el 30 de agosto y decretó inmediatamente varias leyes: Ningún aliado podría agredir a un ciudadano japonés. Ningún aliado podría consumir el escaso alimento japonés. Ondear la bandera Hinomaru o "Sol Naciente" quedaría muy restringido al principio (aunque los individuos y las oficinas prefecturales podrían solicitar permiso para ondearla). Esta restricción se levantaría parcialmente en 1948, y quedaría completamente levantada al año siguiente.

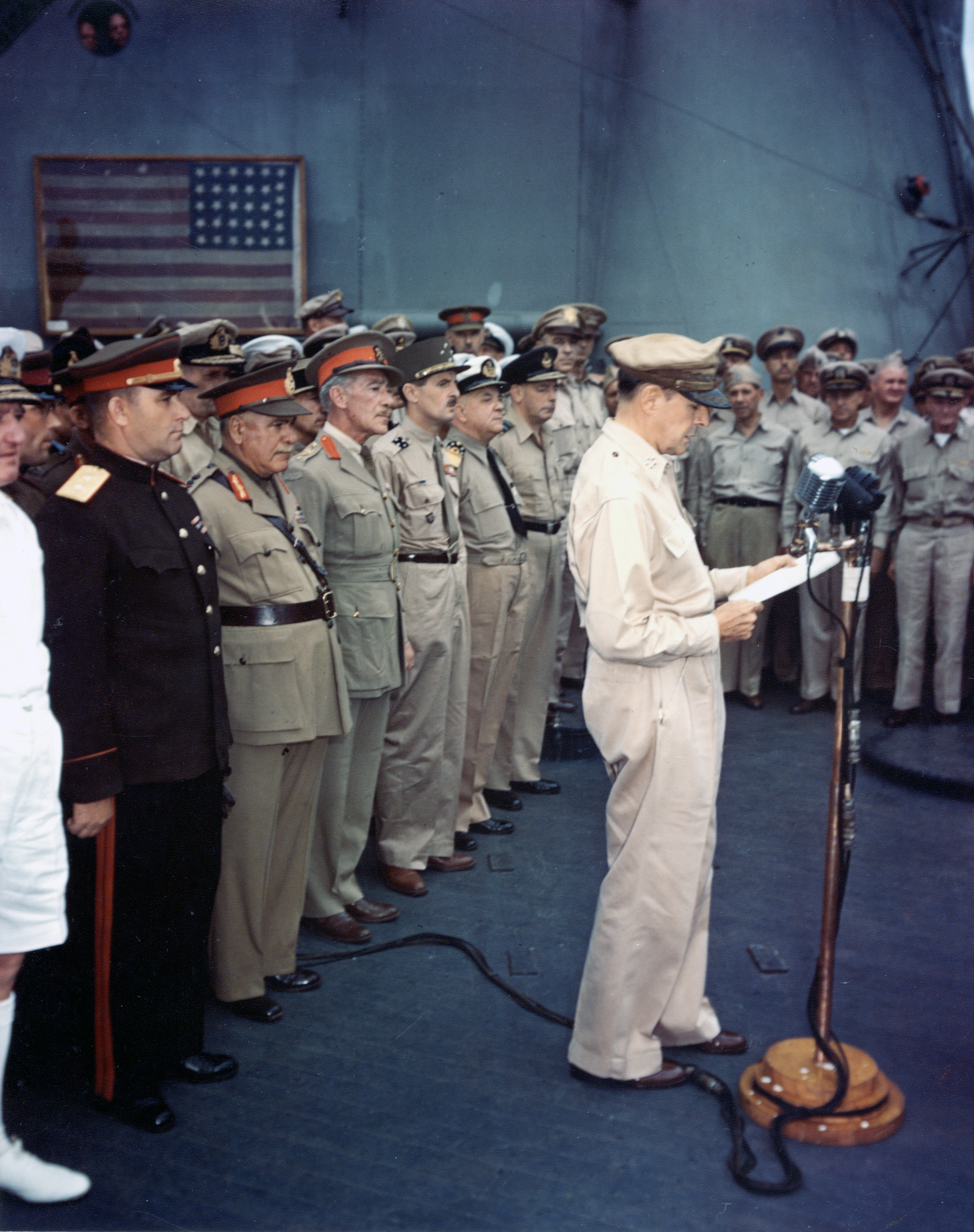
MacArthur en la ceremonia de rendición. Al fondo se ve la bandera ondeada por Matthew Perry.

La rendición formal tuvo lugar el 2 de septiembre de 1945, cuando varios representantes del Imperio de Japón firmaron el Acta de Rendición de Japón en la Bahía de Tokio a bordo del USS Missouri. Shigemitsu firmó en nombre del gobierno civil, mientras que el general Umezu firmó en nombre de los militares. 
Ese día, en el Missouri, se encontraba la bandera estadounidense ondeada a bordo del USS Powhatan por el comodoro Matthew C. Perry en 1853 en la primera de sus dos expediciones a Japón. Las expediciones de Perry tuvieron como resultado el Tratado de Kanagawa, que forzó a los japoneses a abrir el país al comercio con Estados Unidos.
Tras la rendición formal del 2 de septiembre a bordo del Missouri, comenzaron rápidamente las investigaciones sobre los crímenes de guerra japoneses que cubrían un amplio espectro de hechos, asesinatos en masa como la masacre de Nankín, experimentos en humanos y armas biológicas, uso de armas químicas, hambrunas evitables, tortura de prisioneros de guerra, canibalismo, trabajo forzado y trata de mujeres para la explotación sexual. En una reunión con el general MacArthur a unos días después, el emperador Hirohito se ofreció a asumir la culpa por los crímenes de guerra, pero su oferta fue rechazada y nunca fue procesado. El 19 de enero de 1946 se iniciaron los procesos legales del Tribunal Penal Militar Internacional para el Lejano Oriente.
Además del 14 y 15 de agosto, el 2 de septiembre de 1945 también se suele llamar día V-J. En Japón, al 15 de agosto se suele llamar Shuusen-kinenbi, que significa literalmente "día conmemorativo del fin de la guerra", pero el nombre oficial del día es "el día para llorar la muerte de los caídos en la guerra y para rezar por la paz". En Corea, el día V-J se conmemora el 15 de agosto con el nombre de Gwangbokjeol (literalmente "Restauración del Día de la Luz"), y en Australia con el nombre de "Día de la Victoria en el Pacífico" (Día V-P). El presidente Truman declaró que el 2 de septiembre era el Día V-J, pero señaló que "todavía no es el día de la proclamación formal del fin de la guerra ni del cese de las hostilidades".

## Rendiciones posteriores y continua resistencia militar japonesa

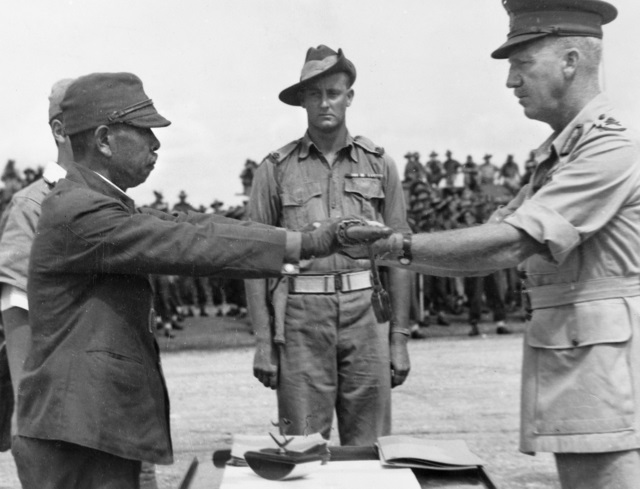
Hatazō Adachi, comandante del 18° Ejército japonés en Nueva Guinea, rinde su espada ante el comandante de la Sexta División (Australia), Horace Robertson.

Tras la firma del acta de rendición tuvieron lugar muchas otras ceremonias por todas las posesiones restantes de Japón en el Pacífico. Las fuerzas japonesas del Sureste Asiático se rindieron el 12 de septiembre de 1945, en Singapur. Las ceremonias de rendición de Taiwán marcaron el comienzo de la ocupación militar de la isla. Hasta 1947 no se terminaron de repatriar a todos los prisioneros capturados por los aliados occidentales. En abril de 1949, China todavía tenía más de 60.000 prisioneros japoneses. Algunos, como Shozo Tominaga, no fueron repatriados hasta finales de los años 50.
Las exigencias logísticas de la rendición fueron formidables. Tras la capitulación de Japón, los Aliados hicieron prisioneros a más de 5.400.000 soldados japoneses y 1.800.000 marineros japoneses. Los daños causados en la infraestructura de Japón, combinados con una dura hambruna en 1946, complicaron aún más los esfuerzos aliados para alimentar a los prisioneros de guerra japoneses y a los civiles.
Algunos rezagados japoneses se negaron completamente a rendirse (creyendo que la declaración era propaganda o considerando que la rendición era contraria a su código), sobre todo en las pequeñas islas del Pacífico. Algunos puede que ni siquiera tuvieran noticia de ello. En diciembre de 1974, Teruo Nakamura, el último rezagado conocido, salió de su refugio oculto en Indonesia, mientras que otros dos soldados japoneses, que se habían unido a la guerrilla comunista al acabar la guerra, lucharon en el sur de Tailandia hasta 1991.